# 史帝芬宇宙人物表
史帝芬宇宙人物表是收錄美國電視系列動畫史帝芬宇宙中登場次數多數人物之列表。
（本條目中人物以英文原名和中文直接音譯為主，臺灣翻譯版本以括號附註）

## 主要角色
- 史帝芬·宇宙 /台譯：小捲毛 (尤捲毛)（Steven Quartz Demayo Diamond Universe）

配音：美國→Zach Callison 台灣→穆宣名 香港→陳振聲
本劇主角，13歲→14歲（在《Steven Universe: The Movie》及未來篇裡年紀為16），擁有一半寶石血統的人類男孩，他的寶石為一顆玫瑰石英（實為鑽石），鑲嵌在他肚臍的位置。
繼承自其母親玫瑰石英（粉鑽）的寶石，個性寬容勇敢，並經常幫助身邊的的朋友解決他們的問題。史帝芬能利用寶石製造玫瑰石英的防護泡泡（在與紫水晶對戰時，長出了尖刺）、召喚玫瑰石英的盾牌、從獅子的額頭取出玫瑰之劍，後期學會泡泡封印與啟動傳送點。相對於玫瑰石英的治癒眼淚，他的口水擁有治療的魔力，能治療生物和寶石的受損部位，曾在《老爸來作客》一集裡因為葛瑞格的干擾下喪失，但在《怪獸好朋友》中得知他的治癒能力恢復回來。《西瓜人大混戰》一集他也能像玫瑰石英一樣賦予植物生命，令它們成為自己的守護者。後期已能自由的召喚盾牌，甚至還在《寶石人大戰 上》裡面召喚大盾牌保護水晶寶衛隊，附身在西瓜人的身上，並和其他西瓜人幫助寶衛隊打敗孔雀石。在《劣色品》中抱著拉爾斯哭泣時意外用了他的眼淚讓拉爾斯死而復生。
在《寶石人大豐收》中從安迪·狄馬約口中得知史帝芬的原姓為史帝芬·狄馬約，而不是史帝芬·宇宙。
於第四季完結篇《我是我媽媽》中，被黃鑽與藍鑽派來地球的黃玉和海藍寶石抓回去母星（其實史帝芬自願的，因為他想要終結她媽媽所犯下的一切錯誤）。
在《審判》中於寶石人母星被當成玫瑰石英接受審判，但由於沒有玫瑰石英的記憶，所以回答不了控方任何問題。最後和拉爾斯搭著藍鑽的行轎逃離法庭。
利用拉爾斯的頭髮和粉紅獅鬃毛的異空間相連而回到地球。
在第五季《失色的玫瑰》知曉他媽媽玫瑰石英其實是粉鑽變身而成，並了解他自己繼承的寶石其實是一顆鑽石。
在《跳往家園星》中為了說服白鑽與其他鑽石一同治癒腐敗的寶石，而和黃鑽、藍鑽、康妮及寶衛隊一同搭著粉鑽的飛船前往母星。
在《孤單也一起》中，因為和康妮在第三時代寶石舞會（Era 3 Ball）中跳舞時合體成史蒂芬妮，讓藍鑽及黃鑽非常憤怒、失望，而被關進高塔中，之後在《改變心意》中利用言語感化藍鑽，藍鑽因此將他們從塔中釋放。
在第五季《改變心意》中，白鑽為了讓粉鑽回歸而拔掉他肚臍上的鑽石，但重新成形的鑽石形體卻還是史蒂芬的外觀，象徵著粉鑽真的已經完全消失了。而原本的史蒂芬因為被拔掉鑽石而身體虛弱，且視線被切成右半邊（人類史蒂芬的視野）和左半邊（鑽石史蒂芬的視野）。而成形的鑽石形體能夠自己施展能力，利用極為強大的防護屏障抵擋了白鑽的控制光束。最後兩者則再次合體，鑽石也回到史蒂芬身體上。
在《Steven Universe: The Movie》中，因為被尖晶石用「還原器」攻擊而寶石能力變得微弱且不穩定，之後在跟尖晶石對決時恢復能力，並成功感化尖晶石，讓她跟著鑽石們回到家園星。在續集《未來》中，史蒂芬在戰鬥解決後，將要應對了他在過去戰鬥中經歷的壓力，所造成的心理創傷。
- 石榴石 /台譯：大紅寶（Garnet）

配音：美國→艾絲黛兒 台灣→孫若瑜 香港→潘芳芳
宇宙寶衛隊在玫瑰石英消失後的領袖，個性不苟言笑，偶爾卻會對史帝芬破例開一些玩笑。在後期時情緒變得豐富許多，也經常在史帝芬面前發揮媽媽本色。
她的寶石為兩顆圓形的紅色石榴石，分別鑲嵌在她的兩手手心中。武器為一對手甲；能像飛彈一樣發射攻擊，強化後手甲會長出尖刺。擁有預知未来的能力，能利用親吻額頭的方式把部分預知內容傳給別人。在《寶石人大戰 下》一集中得知，石榴石本身就是個合體寶石人，是紅寶石和藍寶石的合體。
在第五季《只有分離》中知道粉鑽被擊碎的真相後因藍寶石不能接受而解體。
之後於第五季《重聚》中藍寶石和紅寶石結婚，以自己的意志，決定不論融合與否都要和對方在一起。
在《孤單也一起》中，被憤怒的黃鑽用雷電解除物理形態。
在《改變心意》中她的寶石因為和史帝芬合體成太陽石，而在太陽石解除融合後重新成形，並且有了新外觀，之後被白鑽用光束白化並控制心靈，直到白鑽因困惑而解除心智才恢復正常。
在《Steven Universe: The Movie》中，因為被尖晶石用「還原器」攻擊而變回原形，且重生後失去記憶。之後在史蒂芬跟尖晶石對決時恢復記憶。
- 紫水晶5-8XM /台譯：超紫晶5-8XM（Amethyst-5-8XM）

配音：美國→米凱拉·迪耶茲 台灣→龍顯蕙 香港→林燕婷
衝動又熱情的“野孩子”。個性無憂無慮，在某些習慣與珍珠相反。雖然不需要進食與睡眠，但她這麼做是因為喜歡。有時會有點膽大妄為不知危險，也常因為和史帝芬玩太瘋而和珍珠爭個不停。
她的寶石為一顆圓形的紫水晶，鑲嵌在她的胸前，武器為長鞭，長鞭也能把敵人困著後往外丟，強化後變成刺球鞭，能發出紫色的能量波，在紫水晶使用旋轉衝刺時能量波會包圍紫水晶，傷害更大。
《流浪之旅》證實她在地球上的幼晶園被製造出來，是於地球上所製造出的最後一個寶石人，寶石切面為Facet-5 Cut-8XM。由於在土裡待太久（比其他寶石人比起來晚了500年），所以導致她的身高較一般石英系戰士矮。歲數比起其他寶石小，只有6000餘歲。雖然外表看起來強悍可是內心很柔弱，不敢面對自己真實的弱點，非常討厭別人論斷自己，或稱她是石英戰士的失敗品，橄欖石也曾因取笑紫水晶而有過不合。
《鞭長莫及》中因為被碧玉打敗，所以對史帝芬妮擊退碧玉一事相當介懷，間接造成《小捲毛對超紫晶》中與史帝芬對戰。在《Earthlings》中因得史蒂芬開通而釋懷並跟史帝芬合體成煙水晶。
在《孤單也一起》中，被憤怒的黃鑽用雷電解除物理形態。
在《改變心意》中她的寶石因為和史帝芬合體成煙水晶，而在煙水晶解除融合後重新成形，並且有了新外觀，之後被白鑽用光束白化並控制心靈，直到白鑽因困惑而解除心智才恢復正常。
在《Steven Universe: The Movie》中，因為被尖晶石用「還原器」攻擊而變回原形，且重生後失去記憶。之後是史蒂芬帶她到處看看後才恢復記憶。
- 白珍珠/台譯：珍珠（White Pearl）

配音：美國→Deedee Magno 台灣→林沛笭 香港→葉嘉敏
寶衛隊的戰略家，個性溫柔，有時說話口無遮攔，對史帝芬安危有關的事情有時常會過度反應到瘋狂的程度。但比起其他水晶寶衛隊裡的寶石人，她比較有條理。
是一位完美主義者，重視事物的細節和對稱性。對許多方面都有豐富的知識。
從以前便是玫瑰石英的戰友，對玫瑰石英有著非常深厚的感情，當因為玫瑰石英因生下史蒂芬而消失時深深地感到悲痛。也因此長期把史帝芬看成玫瑰石英的傳承。
她的寶石為一顆卵圓形的珍珠，嵌在她的額頭上。武器為長槍（可伸縮），強化後變成一把三叉戟，槍頭能夠發射光束。可以利用雙手使用武器。
不喜歡飲食，認為人類型態的消化過程十分噁心。第二季《小捲毛的生日驚嚇》中透露在家園上有上千個珍珠寶石人，且都是高階層寶石人的僕人。當時劇中並未提及珍珠加入寶衛隊前的經歷以及加入寶衛隊的原因。
第五季《失色的玫瑰》中，被證實其原身份為粉珍珠（原先為白鑽的珍珠），在第二任主人粉鑽（玫瑰石英）的要求下，變身成玫瑰石英的模樣，持著玫瑰石英的劍，砍了吞下假粉鑽碎片的粉鑽，使其失去物理型態變回寶石，留下其吞下的碎片散落一地，以粉鑽詐死的方式讓大家以為玫瑰石英粉碎了粉鑽。至於真正的粉鑽寶石則握在變身為玫瑰石英的珍珠手中。
在《孤單也一起》中，被憤怒的黃鑽用雷電解除物理形態。
在《改變心意》中她的寶石因為和史帝芬合體成彩虹石英2.0版，而在彩虹石英2.0解除融合後重新成形，並且有了新外觀，之後被白鑽用光束白化並控制心靈，直到白鑽因困惑而解除心智才恢復正常。
在《Steven Universe: The Movie》中，因為被尖晶石用「還原器」攻擊而變回原形，且重生後失去記憶。之後是因為史蒂芬與葛瑞格融合（史蒂格）的場景，才讓她恢復記憶，並與紫水晶融合成蛋白石，和史帝格、石榴石和小獅飛到空中歌唱。
在未來篇《Volleyball》中，跟粉珍珠融合，來突破被AI系統「貝殼（Shell）」封鎖的「礁石中心（Reef）」。
- 康妮·馬赫許華倫（Connie Maheswaran）

配音：美國→Grace Rolek 台灣→陳貞伃 香港→郭碧珍→賴芸芬
與史蒂芬年紀相差2歲（12歲）（在《Steven Universe: The Movie》裡年紀為14）。首次出現於《戀愛大氣泡》。在《間接之吻》因史蒂芬的口水治好了近視。可以跟史蒂芬合體成史蒂芬妮，在《立誓學劍》開始向珍珠學劍術，技巧不容小覬。曾經被珍珠洗腦為了君主要有隨時奉獻生命的準備，但是從來沒有告訴過她的父母，也沒有透漏有關水晶寶衛隊的真相，內心認為父母不會相信，直到《醫院驚魂》才把一切告訴媽媽，史蒂芬是她最好的朋友，也是唯一的朋友。之後多次和史帝芬及寶衛隊一同行動。
在《心念教育》因誤傷同學傑夫（Jeff，臺譯小傑）而自責許久，被石榴石開導後與其和解。
寶衛隊前往人類動物園拯救葛瑞格期間，和青金石、橄欖石短暫組成新宇宙寶衛隊。
《杜鎮長危機》因跟史蒂芬看法出現分歧而獨自騎著小獅離開。但在《凱文的派對》中與史蒂芬互相道歉而和好。之後加入了寶衛隊，並在《跳往家園星》中跟史蒂芬、黃鑽、藍鑽及部分寶衛隊成員一同搭著粉鑽的飛船前往母星。
在《孤單也一起》中，因為和史蒂芬在第三時代寶石舞會（Era 3 Ball）中跳舞時和體成史蒂芬妮，讓藍鑽及黃鑽非常憤怒、失望，而被關進高塔中，之後在《改變心意》中因為史蒂芬利用言語感化藍鑽，藍鑽因此將他們從塔中釋放。

## 人類角色
- 葛瑞格·宇宙 /台譯：尤阿貴（Greg Universe）

配音：美國→Tom Scharpling 台灣→何吳雄 香港→李建良
史蒂芬的父親。在沙灘鎮一家洗車廠工作。曾經是一人樂團，巡迴表演時在沙灘鎮結識玫瑰石英，對玫瑰石英具有不渝的愛，對於寶石魔法相關事件則相當保守，作為史帝芬的父親不認同珍珠病態的對待史帝芬，在《帝國市之旅》中與珍珠放下對彼此的岐見，從此和睦相處。在《寶石人大豐收》中從安迪·狄馬約口中得知葛瑞格的原姓為葛瑞格·狄馬約，而不是葛瑞格·宇宙。在《Steven Universe: The Movie》可以跟史帝芬合體成為史帝格。
- 拉爾斯 (本名：拉勒米) /台譯：雞塊 (本名:濟懷)（Lars Barriga）

配音：美國→马修·摩伊 台灣→郭雨林  香港→黎景全
在大甜圈工作的店員。膽小怕事，容易想家，卻會在珊蒂面前顯示強悍。在《基快愛耍酷》一集裡，可以確認他想與酷孩子們做朋友。和珊蒂在《難忘的探險》一集中接吻了。
在《我是我媽媽》中因為海藍寶石的列表而被抓了，同時在《落難同伴》中是史帝芬以自己做交換時唯一一個沒放跑的人。
在《劣色品》中，為了擊毀寶石掃描器，被炸飛後大力撞上岩壁而失去呼吸心跳。而史帝芬抱著拉爾斯哭泣時，意外用了他的眼淚讓拉爾斯死而復生，但身體變得像粉紅獅一樣的粉紅色，也因此有了像粉紅獅一樣的能力。頭髮的異次元空間和粉紅獅鬃毛的異次元空間相連。
在《基快的腦袋》中成功令史帝芬回到地球。
在史帝芬和康妮打算設法幫助拉爾斯返回地球時，卻發現拉爾斯變成了宇宙艦長，成為劣色品的領導者，在之後將太空船的目標航向地球。
在第五季《改變心意》中，與劣色品回到了地球。
在未來篇《Little Homeschool》中得知他在沙灘鎮開了一間名為「Spacetries」的麵包店，並在《Little Graduation》後和劣色品們返回太空，而麵包店則交由員工藍紋瑪瑙運營。
- 珊蒂·米勒 /台譯：莎拉（Sadie Miller）

配音：美國→Kate Micucci 台灣→陳貞伃 香港→郭碧珍→馬慧琪
在大甜圈工作的店員。時常不經意的表現出勇敢的行為，在《難忘的探險》一集裡曾經打敗了隱形寶石怪。和拉爾斯在《難忘的探險》一集中接吻了。
在《我是我媽媽》中因為海藍寶石的列表而被抓了，但是成功逃脫。在《殺手莎拉》中辭去原本工作與酷酷青少年組樂團。
在未來篇《Little Graduation》中得知她已經和一位名為舍普的性別酷兒交往。
- 洋蔥（Onion）

配音：美國→Zach Callison
史帝芬的朋友。極度缺乏道德觀，經常在別人不經意的時候把他們的東西偷走。史帝芬認為這是因為他的父親時常不在他的身邊，洋蔥的父母也是他唯一會主動對話的人。他是酸奶油同母異父的弟弟。
雖然行為詭異至極, 但似乎是真心想和史帝芬當朋友
最大的特徵為沒有耳朵, 在《圓球機器人來襲》中史帝芬曾表示自己也不確定他究竟是不是人類。
在《我是我媽媽》中因為海藍寶石的列表而被抓了，但是成功逃脫。
- 羅納多 /台譯：羅多多（Ronaldo Fryman）

配音：美國→Zachary Steel 台灣→郭雨林
首次出現於《暴走薯寶寶》。皮迪的哥哥。和弟弟一同協助父親經營沙灘鎮薯條。
收集了不少沙灘鎮發生的奇怪事件的證據。曾認為引發這些的是蛇人，但其實全是寶衛隊引發的。
曾想解剖史帝芬的西瓜人。
經營一個名為「搞怪沙灘鎮」的部落格。
在《搞怪沙灘鎮》裡猜測有一群礦物人，其領導者是鑽石政權，其目的是要毀滅地球上的所有物種，掏空整個地球（就某方面來說他矇對了）。
- 酸奶油（Sour Cream）

配音：美國→Brian Posehnl 台灣→莊捷安
首次出現於《暴走薯寶寶》。酸奶油是位說話音調很輕，並且行為比較“酷”的人。他很享受在電子樂的氛圍中漫舞，以及在網路上與朋友們一起玩DJ。他是洋蔥同母異父的哥哥。在《搖擺老爹》中與繼父和解。
嬰兒時期曾被葛瑞格跟玫瑰水晶照顧過。
- 巴克·杜威 /台譯：杜巴克（Buck Dewey）

配音：美國→ 台灣→郭雨林
首次出現於《暴走薯寶寶》。與酸奶油一樣，說話音調很輕。比爾•杜威的兒子，跟父親的關係時好時壞。行為舉止很“酷”。是酸奶油與珍妮的好朋友。
- 真妮（Jenny Pizza）

配音：美國→Reagan Gomez-Preston 台灣→陳貞伃 香港→賴芸芬
首次出現於《暴走薯寶寶》。酸奶油的朋友之一，和家人一同經營披薩店「鱒魚披薩（Fish Stew Pizza）」。
《河豚怪來亂》一集中曾和紫水晶一隊打排球。
- 琪琪（Kiki Pizza）

配音：美國→Reagan Gomez-Preston 台灣→孫若瑜
真妮的雙胞胎妹妹，和珍珠一樣有潔癖，在《河豚怪來亂》一集中曾和珍珠一隊打排球。
- 傑米（Jamie）

配音：美國→Eugene Cordero 台灣→郭雨林
首次出現於《起司漢堡包》，有當演員的天分及夢想。
在《我是我媽媽》中因為海藍寶石的列表而被抓了，但是成功逃脫。
- 柯菲（Kofi Pizza）

配音：美國→ 台灣→何吳雄
「鱒魚披薩（Fish Stew Pizza）」的經營者，真妮和琪琪的父親。
在《河豚怪來亂》一集中曾和石榴石一隊打排球。
- 貢加（娜孥法） /台譯：柯奶奶（Nanefua Pizza）

配音：美國→Toks Olagundoye 台灣→孫若瑜
真妮和琪琪的奶奶，柯菲的母親，是個親切又有幽默感的老太太。
在《河豚怪來亂》一集中曾和史帝芬一隊打排球。
在《杜鎮長危機》正式宣布將參選下一屆鎮長選舉，其後成為沙灘鎮的新鎮長。
- 比爾•杜威 /台譯：杜鎮長（Bill Dewey）

配音：美國→Joel Hodgson 台灣→陳宗岳 香港→黎景全
首次出現於《百變貓指頭》。是沙灘鎮的鎮長。
在第五季《杜鎮長危機》因自行宣布退出下一屆鎮長選舉，因而辭職鎮長之職。
目前在大甜圈工作。
- 皮迪 /台譯：脆皮（Peedee Fryman）

配音：美國→Atticus Shaffer 台灣→孫若瑜
首次出現於《暴走薯寶寶》。羅納多的弟弟。和哥哥一同協助父親經營沙灘鎮薯條。
個性比起哥哥更加嚴肅、成熟且負責任，偶爾有些憤世嫉俗。他非常認真地在沙灘鎮薯條工作。但長期以來他對父親的認可的渴望使他無法完全地享受童年時光，不過他認真的態度似乎也讓他取得了父親的信任。
- 黃條鰤 /台譯：黃偉余（Yellowtail）

配音: 美國→Tom Scharpling
首次出現於《楊聰的秘密》。是葛瑞格的朋友，也是酸奶油的繼父、洋蔥的父親。為個性寡言的漁夫，用和洋蔥一樣的特殊「語言」和他人說話。以前因繼子酸奶油對電子音樂的愛好時常產生摩擦，但在《搖擺老爹》中把酸奶油從前沒收的電子音樂物品還給他，且與他和解。
- 薇妲莉亞 /台譯：韋達莉（Vidalia）

配音: 美國→Jackie Buscarino 台灣→陳貞伃
黃條鰤的妻子, 酸奶油和洋蔥的母親，馬帝的前女友，和葛瑞格年輕時就有來往，並因此和紫水晶結識並成為朋友。
喜歡繪畫，說過紫水晶是她最喜愛的模特兒。
在《阿貴的甜蜜往事》以年輕模樣初次登場，在第二季《楊聰好朋友》正式出場，並給予紫水晶家庭間衝突的建議。
- 馬帝（Marty）

配音：美國→Jon Wurster 台灣→郭雨林
首次出現於《阿貴的甜蜜往事》。是葛瑞格以前的經紀人，也是酸奶油的親生父親、韋達莉的前男友，但因注重推銷自己的產品「酪梨可樂」而導致自己跟酸奶油關係不合，自行離開沙灘鎮。
- 安迪·狄馬約（Andy DeMayo）

配音：美國→Dave Willis
首次出現於《寶石人大豐收》。是葛瑞格的表兄弟、史帝芬的叔叔。從他口中得知史帝芬和葛瑞格的原本姓名為狄馬約，而不是宇宙。
- 舍普（Shep）

配音：美國→Indya Moore
首次登場於未來篇《Little Graduation》，膚色為淡棕色，頭髮為暗棕色，穿著著較短的白色襯衫與紫色運動褲，揹著綠色背包，手上有四個手鐲，鼻子上穿有鼻環。
被莎拉提及她與她的樂團在巡迴的時候遇上的，且似乎已經有交往的跡象。舍普對音樂也有興趣。
此角色為本作第一次有非二元性別的角色出現。

## 寶石人
寶石人的特徵為寶石鑲嵌在身體某一處。寶石人的身軀由光組成，能藉由寶石召喚專屬自己的武器、變成物品或生物、改變身體的某一部份，寶石人之間也能進行「融合」，每一個融合體都是一個獨立個體，母星規定同種類的寶石人透過融合變得更強大是被允許的（例如紅寶石），但不同種類的寶石人實際上也能融合，人類無法進行融合，跟半寶石人的史蒂芬融合為例外。雖然寶石人的外表性徵基本上皆為女性，在稱呼上也皆是使用女生的她（she／her），但實際上寶石人本身並沒有性別的區分，唯獨身為混血兒的史帝芬是例外。
寶石人能從寶石取得生存所需能量，所以不需進食或睡眠。寶石人不會老化，但還是會受傷甚至死亡；一旦身體受到致命傷害，身體會放棄物理型態並退回寶石，在寶石裡等待重生，要阻止重生就要用泡泡封印或鑲進物品中。自身的寶石如果破損，身體就會殘破不堪，如果寶石完全損毀生命就會結束。目前已知水晶寶衛隊成員服裝都有星型標誌。
在《海水消失了》一集中表示，水晶寶衛隊對付的寶石怪獸，原本都和她們一樣是人形，但牠們的寶石已經墮化，進而造成物理型態的扭曲。
目前可以得知寶石人分為兩種派系，一派為殖民侵略者，另一派則是反抗軍（玫瑰石英等人），在5750年前曾發生過兩派的戰爭，玫瑰石英等人戰勝得以保護地球，但其實這一切都是粉鑽（玫瑰石英）偽裝而成的，目的是為了要保護美好的地球及生命。

### 寶石人的階級
- 鑽石（Diamonds）

鑽石為寶石人家園中的最高階級，也就是領導人，組成了鑽石政權。鑽石的身形和一般的寶石人相比顯得極為高大。
目前已知的鑽石共有四位，於目前的劇情中皆已明朗化，在一些地方，例如《立誓學劍》中出現的雲之競技場，可以看到有鑽石政權的圖騰。其中粉鑽是被玫瑰石英給摧毀的，但她在《叢林月球》中出現在史帝芬的夢中，且在第五季《回不去》、《失色的玫瑰》中揭露事實上玫瑰石英就是粉鑽本人。
- 祖母綠（Emeralds）

祖母綠是具有權威的高級寶石，是“精英”的一部分。據稱負責管理艦隊。目前出場的祖母綠只有一位。
- 石榴石（Garnets）

石榴石屬於高階級的寶石人，是負責管理較低階寶石的指揮官。石榴石類的寶石人共分為三種，正如藍鑽在《Together Alone》中所提到的。值得注意的是，寶衛隊中的石榴石為紅寶石和藍寶石的合體，和此類寶石人並無關聯。
桂榴石（Hessonites）：桂榴石為橙紅色的石榴石寶石人。目前登場的桂榴石只有一位，在遊戲《神臍小捲毛：拯救光明（Steven Universe: Save The Light）》中登場，為方欖石、若干黃水晶及若干閃玉（包括第一季第一集出現的蜈蚣甲蟲之母）的指揮官。
翠榴石（Demantoids）：翠榴石為綠色的石榴石寶石人。目前登場的翠榴石只有一位，在遊戲《Steven Universe: Unleash The Light》中登場，統領著多位橄欖石及鉍晶。
紅榴石（Pyropes）：紅榴石為深洋紅色的石榴石寶石人。目前登場的紅榴石只有一位，在遊戲《Steven Universe: Unleash The Light》中登場，統領著多位玉石。
- 藍寶石 /台譯：藍青（Sapphires）

藍寶石為一類稀有的「貴族寶石」，是“精英”的一部分。擁有預知未來、高速移動、漂浮以及冰凍等能力，鑽石通常都會靠藍寶石來預知未來，並且提防事情發生。目前有多位藍寶石出場，其中一位即是在寶衛隊中和紅寶石合體成石榴石的藍寶石，此外劣色品中的蓮花剛玉也屬於藍寶石的一員。
- 摩根石（Morganites）

摩根石是高階的寶石人，儘管她們在家園星中確切扮演的角色仍未知，但從她們可以擁有自己的紅寶石和珍珠來看，她們的地位應該是很高的。目前尚未有任何摩根石出場，不過在《劣色品》中，薔薇輝石曾提及自己的原主人是摩根石，在發現服侍自己的珍珠和紅寶石融合成薔薇輝石後將其替換掉。
- 海藍寶石 /台譯：海藍寶（Aquamarines）

海藍寶石是家園中位階很高的藍色寶石之一，體型較小，有如妖精，能夠用水組成的翅膀飛行。目前有多位海藍寶石出場，其中在劇情上最重要的一位在《你是我爸嗎？》中帶著二位黃玉下屬來到地球對照名單捕捉史蒂芬的朋友。
- 青金石 /台譯：天青石、璧琉璃（Lapis Lazulis）

青金石是一類非常珍貴的寶石人，她們主要用於改造星球環境。此外，她們善於駕馭水和飛行的能力。目前共有三位青金石出場，其中一位即為寶衛隊的青金石。
- 玉石（Jades）

玉石在階級制度中的地位尚未明確，但鑑於她們可以參加第三時代寶石舞會（Era 3 Ball），可推測她們在階級制度的地位應該相當高。與其他類寶石人不同，玉石們有非常多種類，各個種類在外觀上有很明顯的差異，取決於她們是哪種類型的玉石。
- 海紋石（Larimars）

海紋石的身軀較為矮小。她們負責為鑽石和其他菁英寶石人製作雕塑。目前登場的海紋石只有一位，原本為寶衛隊的一員，後來被鑽石的墮化光束腐化成寒冰寶石怪，之後在《Change Your Mind》中得到治癒。
- 黃玉（Topazes）

黃玉是家園中位階很高的黃色寶石之一，但其地位低於海藍寶石。體型魁梧，服從命令並擔任她們指定的寶石的保鏢。目前有多位黃玉出場，其中在劇情上最重要的兩位為海藍寶石的下屬，兩位平常多保持合體的狀態。除了黃色的黃玉外，黃玉還有其他亞型，例如白色托帕石（White Topaz），為墮化的燈塔寶石怪之原身份。
- 閃玉（Nephrites）

閃玉為負責駕駛船艦的飛行員。雖然她們在階級制度中的地位尚未明確，但從她們可以擁有自己的飛船以及《叢林月球》中黃鑽直接和閃玉聯繫可知其地位應該偏高。她們都只有一隻眼睛。目在動畫中登場的閃玉共有多位，為桂榴石的部下，原本都被腐化成蜈蚣甲蟲，之後在《Change Your Mind》中都被得到治癒。
- 尖晶石（Spinels）

尖晶石扮演著類似皇家小丑的角色。據珍珠在《Steven Universe: The Movie》中所言：史蒂芬是獲得這種寶石的「幸運者」，可推測她們是罕見的。她們的身體和四肢比其他寶石人更有彈性，能夠靈活地伸縮及扭轉。她們寶石的形狀類似於撲克牌的四種圖案，即黑桃、紅心、方塊、梅花。目前出場的尖晶石只有一位，為《Steven Universe: The Movie》中的反派及主角之一。
- 鋯石（Zircons）

鋯石擔任寶石家園法院中的律師。據推測，她們無法選擇自己起訴或負責辯護的案件（如《審判》中所示）。她們為中等級別的寶石，為上層階級服務，但實際上沒有個人權力。目前有多位鋯石出場，其中在劇情上最重要的兩位在《審判》中分別擔任史帝芬的起訴者及辯護者。
- 石英（Quartzes）

階級為戰士，她們十分地高大強壯，且種類非常多樣化，如玫瑰石英、碧玉、紫水晶、瑪瑙、黃水晶、紅玉髓等皆屬於此階級。此外，還有許多寶石怪物也屬於墮化的石英類寶石人。
瑪瑙（Agates）：瑪瑙擁有比一般的戰士型石英稍高的權威及地位，為行政性質，她們似乎擔任其他類型石英的管理者，確保她們履行其職責。在《審判》中透露她們也可以擔任高階寶石人的保鑣，例如鑽石。瑪瑙雖然擁有一定的權威，但並不是非常高階的寶石人，或者至少不像藍寶石等那麼高階。目前共有多位瑪瑙出場，其中在劇情上較重要的有冬青瑪瑙和藍紋瑪瑙，此外寶衛隊中的亂紋瑪瑙可能也是由兩個瑪瑙類寶石人合體而成。值得注意的是，紅寶石、藍寶石和珍珠的合體雖名為紅紋瑪瑙，但和此類寶石人並無關係。
黃水晶（Citrines）：黃水晶似乎是精英階層的守衛。她們可能為高階寶石人服務。目前尚未有任何黃水晶出場，在《明星基快》中祖母綠有提到一群67名的菁英黃水晶在Klavius 7星球上守衛祖母綠的船艦「陽光驅逐機（Sun Incinerator）」，另外在《熟悉》中黃鑽在洗完三溫暖之後也有提及說她要去檢查黃水晶的生產報告。此外，在遊戲《史蒂芬宇宙：拯救陽光（Steven Universe: Save The Light）》中，還有一群在桂榴石的船艦上擔任守衛的黃水晶。
玫瑰石英 /台譯：玫瑰石（Rose Quartzes）：為粉紅色的石英類寶石人，有著高大的體型，以其防守能力聞名，而非其他石英所擁有的平均進攻能力。寶衛隊的玫瑰石英為粉鑽所變成，並非真正的玫瑰石英。至於真正的玫瑰石英寶石原本都被封印在人類動物園的泡泡房中，但在在未來篇《Rose Buds》中可見她們已經被從泡泡中釋放了出來。
櫻桃石英（Cherry Quartzes）：為粉紅色的石英類寶石人，在家園星中負責的職務上不清楚，但可能和玫瑰石英相似。目前出場的櫻桃石英只有一位。
天使光環石英（Angel Aura Quartzes）：為體色繽紛、膚色為淡綠色的石英類寶石人，體型高大。在家園星中負責的職務上不清楚，但可能和其他種石英相似。目前出場的天使光環石英只有一位。
紫水晶 /台譯：超紫晶（Amethysts）：為紫色的石英類寶石人，有些個體身上有花紋，如條紋紫水晶等。大多有著高大的體型，但由於紫水晶Facet-5 Cut-8XM（即寶衛隊的紫水晶）在土裡待太久（比其他寶石人比起來晚了500年）所以導致她的身高較一般石英系戰士矮。目前已有許多位紫水晶出場。
玉髓（Chalcedonies）：為有多種顏色的石英類寶石人，包括橘紅色的紅玉髓（Carnelian）和青藍色的藍玉髓（Blue Chalcedony）等。目前出場的紅玉髓只有一位，為藍鑽部門的石英部隊之一員，身形和紫水晶Facet-5 Cut-8XM（即寶衛隊的紫水晶）一樣較為矮小，因此也被視為有缺陷的寶石人；至於藍玉髓則是則是墮化的洞穴寶石怪之原身份。
碧玉 /台譯：鐵石英（Jaspers）：為以橘黃色為主的石英類寶石人，但有些個體也有其他不同的顏色，如海洋碧玉、斑馬碧玉等。大多有著高大的體型，但藍鑽部門的石英部隊下的"Skinny"碧玉除外。此外，許多遼闊北境的腐化寶石怪物也屬於此類型，如比格斯碧玉（橘色遼闊北境寶石怪）、海洋碧玉（雪地寶石怪）、斑馬碧玉等。目前已有許多位碧玉出場。
虎眼石 /台譯：虎睛石（Tiger's Eyes）：可能為石英類寶石人。目前僅在劇情中被提及。
黑矽石（Cherts）：為以棕褐色為主的石英類寶石人。目前登場的黑矽石只有一位。
燧石（Flints）：為以灰黑色為主的石英類寶石人。目前登場的燧石只有一位。
- 橄欖石（Peridots）

橄欖石主要為技術人員，也是幼晶園的管理員，有時在其他星球上執行野外任務。在寶衛隊的橄欖石開玩笑地對寶衛隊的珍珠說珍珠可以服侍她時的態度可以推測橄欖石們的地位是不足以擁有一個珍珠的。目前共有多位橄欖石出場，其中一位即為寶衛隊的橄欖石。此外在遊戲《史蒂芬宇宙：拯救陽光（Steven Universe: Save The Light）》中，還有一位頭髮是方形的橄欖石，被史帝芬取名為方欖石（Squaridot）。
- 鉍晶 /台譯：鉍彩晶（Bismuths）

鉍晶負責為寶石家園和殖民地的貴族寶石人建造寺廟、尖塔、競技場和其他建築物。目前出場的鉍晶只有一位，為水晶寶衛隊的成員，但在遊戲《Steven Universe: Unleash The Light》中出現了多位鉍晶，皆為翠榴石的手下。
- 黑曜石（Obsidians）

黑曜石有著高大壯碩的身軀。和鉍晶一樣擔任勞動者。她們負責為軍隊挖掘壕溝。目前登場的黑曜石只有一位，屬於雪花黑曜石的品種，擁有製造冰的能力，原本為寶衛隊的一員，後來被鑽石的墮化光束腐化，之後在《Change Your Mind》中得到治癒。值得注意的是，粉鑽、紅寶石、藍寶石、珍珠和紫水晶的合體雖亦名為黑曜石，但和此類寶石人並無關係。
- 紅寶石 /台譯：紅石（Rubies）

階級是普通護衛，她們比較常見，用途是個人護送和保護高階寶石。紅寶石的主要優勢在於她們彼此之間的融合能力，因此紅寶石永遠不會被單獨派送去做任何事情，此外相對於藍寶石的冰凍能力，紅寶石具備著發熱的能力（但似乎僅限於情緒激動時才會發動）。目前有多位紅寶石出場，其中一位即是在寶衛隊中和藍寶石合體成石榴石的紅寶石，還有五位紅寶石被黃鑽派來地球尋找碧玉，此外還有兩位是鎮長貢加奶奶的保鑣。另外劣色品中的薔薇輝石是由一位不明紅寶石和不明珍珠融合而成，兩者皆為摩根石的下屬。
- 珍珠（Pearls）

階級為僕人，她們會無條件地服從主人的命令。據擁有她們象徵著高階級，目前出場的珍珠共有五位，其中四位分別服侍四大鑽石，而劣色品中的薔薇輝石亦是由一位不明珍珠和不明紅寶石融合而成，兩者皆為摩根石的下屬，另外在未來篇《Homeworld Bound》中也有出現一位擔任導遊的茄紫珍珠（Aubergine Pearl）。此外在遊戲《史蒂芬宇宙：幻影傳說（Steven Universe: Phantom Fable）》中，還有一位白色的珍珠，被稱為孤獨的珍珠（Lonely Pearl）。
- 鵝卵石/台譯：小圓石（Pebbles）

階級為僕人，她們的身形十分矮小，有著各種不同的建造及縫紉等工作能力。和只為其主人服務的珍珠不同，鵝卵石似乎為所有人服務。目前出場的多位鵝卵石都住在粉鑽的房間中。
- 融合寶石（Fusion Gems）

用途為戰爭，寶石人認為戰爭及同類之外的融合為非正統的，且力量型態變化難以預測，甚至有可能產生威脅鑽石政權的強大存在。同種族寶石人的合體只會使體型增大、寶石變多，並不會改變外貌，如紅寶石、黃玉等；跨種族寶石人的融合則否，除了外貌改變，甚至還會長出更多的手、腳和眼睛等，例如歐珀、紫翠玉、薔薇輝石和螢石等。
此外還有一些寶石人的階級於劇情中尚未明朗化，如紅綠柱石（Bixbites）、鋰輝石（Spodumenes）、碧璽（Tourmalines）、金紅石（Rutiles）、綠柱石（Beryls）、蛇紋石（Serpentines）、黃鐵礦（Pyrites）、小梳（Comby）、沙漠玻璃（Desert Glasses）、矽孔雀石（Chrysocollas）、納長石（Albites）、月光石（Moonstones）、鈣鋁透輝石（Grossular Diopsides）/ 榍石（Titanites）、藍晶石（Kyanites）、雲母（Micas）及白堊（Chalks）等，以及其他原先腐化的寶石人。

### 宇宙寶衛隊（Crystal Gems）
- 史帝芬·宇宙 /台譯：小捲毛 (尤捲毛)（Steven Universe）

詳見主要角色
- 石榴石 /台譯：大紅寶（Garnet）

詳見主要角色
- 紫水晶 /台譯：超紫晶（Amethyst）

詳見主要角色
- 珍珠（Pearl）

詳見主要角色
- 玫瑰石英(粉鑽) /台譯：玫瑰石（Rose Quartz）

配音：美國→Susan Egan 台灣→孫若瑜 香港→潘芳芳
史蒂芬的母親、寶衛隊的最高統帥，寶石為一顆玫瑰石英（實為鑽石），鑲嵌在她肚臍的位置。因兩者不能同時存在，所以放棄自身的物理型態令史蒂芬誕生，目前僅在影像回憶中出現。
曾是粉鑽。五千年前帶領水晶寶衛隊在戰爭贏得勝利，保護地球上已存在的生命免受其他寶石人的威脅。
在《Bubbled》中得知她擊碎了粉鑽，後被證實是詐死。第五季《回不去》、《失色的玫瑰》中揭露事實上她就是粉鑽本人。
- 紅寶石1F4-4N /台譯：紅石1F4-4N（Ruby-1F4-4N）

配音：美國→Charlyne Yi 台灣→陳貞伃 香港→郭碧珍→馬慧琪
首度出現於《寶石人大戰 下》，個性較為暴躁，她的寶石是一顆圓形的紅寶石，嵌在她的左手手心中。生氣時身體會非常過熱，甚至蒸發水，石榴石的抗熱能力來自於她。可以召喚半手甲。和藍寶石的關係已被證實為情人。
背叛家園星球前為“保安”, 侍奉的鑽石是藍鑽, 和其他兩個紅寶石擔任藍寶石的守衛, 本來想保護藍寶石不被攻擊卻被意外和她融合成最初的石榴石，因此受到藍鑽和眾人的譴責，被藍鑽下令將其摧毀，和藍寶石逃到地球後决定以合體的模樣活下去，最後投靠玫瑰水晶。
於第五季《重聚》中和藍寶石結婚，以自己的意志，決定不論融合與否都要和對方在一起。
- 藍寶石 /台譯：藍青（Sapphire）

配音：美國→Erica Luttrell  台灣→林沛笭 香港→鄭佩嘉
首度出現於《寶石人大戰 下》，有著美妙的歌聲，具高速移動和飄浮的能力。根據石榴石的解釋，在家園上是一個稀有的寶石。她的寶石是一顆圓形的藍寶石，嵌在她的右手手心中。她的前額頭髮掩著只有一隻的眼睛，個性較為冷靜，但情緒變化會釋放出冰冷的氣體，甚至還會製造冰。擁有預知未來的能力。
背叛家園星球前為藍鑽的部屬之一，為稀有的"貴族寶石"，本来得知自己的未來並接受了會被珍珠擊破的命運，但由於紅寶石的突然闖入而被反轉了預知的結果，在和红寶石意外合體成石榴石後受到藍鑽和眾人的譴責，為了保護红寶石免於被摧毀，兩人逃到地球且决定以合體的模樣活下去，最後投靠玫瑰水晶。其個性為不能接受被欺騙。
《寶石劫》中因紫水晶守衛和上級也要向其行禮可見等級相當高。
在第五季《只有分離》中知道粉鑽被擊碎的真相後因不能接受而獨自離開，之後在聽完珍珠的解釋後釋懷。
於第五季《重聚》中和紅寶石結婚，以自己的意志，決定不論融合與否都要和對方在一起。
- 青金石 /台譯：天青石、璧琉璃（Lapis Lazuli）

配音：美國→Jennifer Paz 台灣→陳貞伃 香港→郭碧珍→鄭佩嘉→賴芸芬
簡稱為天青石或璧琉璃（台譯），過去造訪地球時因誤入戰場被鉍晶打回寶石形態，後又被家鄉勢力誤認為寶衛隊成員而被封進鏡子中，並在家園寶石人撤離地球時被意外踩踏而破裂。之後這面鏡子在銀河傳送點被珍珠發現，它可以記錄並且播放它所見證的水晶寶石人歷史，在《鏡中世界》中指示史帝芬如何從鏡子中釋放自己。
寶石為一顆水滴狀青金石，鑲嵌於其後背，能操控海水、製造不遜於本體的水分身，將水依照自己的想法進行改變成任何東西。
最初對水晶寶衛隊懷有仇恨，因為她們知道自己被封印在鏡子中卻不出手幫助，因此認為她們只關心自己和地球。在《海水消失了》中原先破損的寶石被史帝芬治療後，展開一對液態狀翅膀離去。在《太空神秘訊息》中利用哭泣之石警告寶衛隊，橄欖石正帶著其他寶石人前往地球。在《寶石人大戰-下》不讓史帝芬救出，因為青金石覺得打不過她們。她被強迫與碧玉合體成孔雀石之後操縱海水將自身和碧玉壓住並沒入海中，在《超級西瓜島》中，因為孔雀石被紫翠玉擊敗而回歸，與橄欖石同居。
在《Beta》中發現她和橄欖石改裝了倉庫。
《寶石人大豐收》中倉庫原主人安迪·狄馬約在回來後對二人擅自改裝非常不滿。
短片中，看到橄欖石和史帝芬測試視象通話時以為史帝芬被困，差點用棒球棍打壞電腦。
《紅石報到》中不信任紅寶石肚臍，後來在肚臍背叛後，比起憤怒更高興自己對肚臍看法沒錯。
在第五季《倉促起飛》因為聽聞史蒂芬在母星上受鑽石審判時逃離而想立即離開地球，但因橄欖石不想與青金石一同離開而帶著穀倉獨自離開地球。
第五季《回不去》發現穀倉其實在月球表面，史帝芬則再次上月球去尋找她。而中途史帝芬再次夢到鑽石的夢，嚇醒之後，青金石問史蒂芬是否是鑽石快來了，但史蒂芬沒回答，導致青金石誤會是真的鑽石要來了，而又再次離開到更遠的地方去。
第五季《重聚》中回到地球來幫助寶衛隊對抗鑽石，並終於自願加入寶衛隊。但中途對抗鑽石的時候被黃鑽的寶石擾動能力打回原形。
由於她經歷過太多次的心靈創傷，因此幾乎不受藍鑽的情緒波動所影響，只於眼角留下了幾滴眼淚。
在第五季《改變心意》中，重新成形並且有了新外觀。並且搭乘修復的藍鑽手臂船艦到母星幫助史蒂芬一行人。
※附註：台版將其名稱翻譯錯誤，天青石（Celestine）和青金石實為兩種不同的寶石。此外，有人會將其名稱打成「碧」琉璃或「壁」琉璃，但是「碧琉璃」是草綠色的玉石，只有「璧琉璃」才是深藍色的青金石，因劇情上明顯指的是「青金石」，故譯名採用「璧琉璃」。
- 橄欖石2F5L-5XG（Peridot-2F5L-5XG）

配音：美國→Shelby Rabara 台灣→龍顯蕙 香港→賴芸芬
能力：機械應用、專家級寶石人知識、金屬控制。
首度出現於《太空傳送之旅》。寶石為一顆扁平呈倒三角形的橄欖石鑲嵌在額頭上，是現在已知最難恢復物理型態的寶石人。能夠操控機器人，使其修復母星傳送點，並在《圓球機器怪來襲》以通訊方式出現，打算要重新啟動育兒園（珍珠表示這麼做會消滅地球上所有的生命）且曉得了水晶寶衛隊的存在。在《寶石人大戰 下》一集中，因為被水晶寶衛隊佔上風，利用逃生艙逃到地球上的某個角落，後續又再《合而為一》中再度登場，在預備重啟育兒園之時又被水晶寶衛隊發現並且追捕。手指能像螺旋槳般旋轉飛翔和發射能量球。在《捕獲橄欖石》中得知她的四肢都加裝了輔助工具（擴充四肢），聲明來到地球是為了察看一種名為"晶簇體（Cluster）"的進度，一旦晶簇體從寶石形態中脫離便會摧毁地球。在《黃鑽的企圖》可以知道寶石人的家鄉有很多橄欖石，並為黃鑽工作，她自己是其中一個寶石切面為Facet-2F5L Cut-5XG的橄欖石。之後和史蒂芬達到和解。曾住在史蒂芬的浴室。
由於來自家園星球，因此有刻版印象，例如鄙視珍珠、認為紫水晶才是所有人中最高階層，因為紫水晶為石英寶石（戰士），或是厭惡合體寶石人。但在《黃鑽的企圖》一集因違背黃鑽的指令並當面羞辱她而成為水晶寶衛隊的成員，但本人對兩極的立場處於掙扎的狀態中。一度有精神崩潰的狀態，曾非常討厭石榴石。有自己的用語。在《七一五二日誌》中得知其實很有研究精神。而在《獨一無二的自己》中得知橄欖石有操控金屬物體漂浮的能力（也推測出她的年齡可能小於6000歲），與青金石同居。在《Beta》中發現她和青金石改裝了倉庫。在《幼晶園新手》中首次在劇中使用封印泡泡的能力。
在第五季《倉促起飛》中因為青金石獨自帶著穀倉離開地球而非常傷心。後於《重聚》中再度相見。但中途對抗鑽石的時候被黃鑽的寶石擾動能力打回原形。
在第五季《改變心意》中，重新成形並且有了新外觀。並且搭乘修復的藍鑽手臂船艦到母星幫助史蒂芬一行人。
※附註：在英文版中，橄欖石的口頭禪是Clod，但在台譯版本中卻有諸多說法，如爛泥、愚蠢等等。
- 鉍晶 /台譯：鉍彩晶（Bismuth）

配音：美國→烏佐·阿杜巴 台灣→錢欣郁 香港→鄭佩嘉
在5300年前曾經是宇宙保衛隊的創始成員之一，也曾經經歷過殖民戰爭。負責水晶寶衛隊的武器改良/開發，為玫瑰水晶配劍的鑄造者。
寶石為一顆呈方管狀的彩色鉍結晶，鑲嵌在其胸口。
由於後來開發的武器只求粉碎敵人而跟玫瑰石英出現意見分歧，疑似因此被封印，並因而意外地躲過了鑽石們對地球發射的墮化光線。
在《鉍彩晶》中不小心被史帝芬從泡泡中釋放出來而初次登場。起初對史帝芬抱持著良好的態度，並為對自身感到困惑的史蒂芬開導，還幫石榴石、紫水晶、珍珠強化了武器。直至發現史蒂芬像玫瑰石英當時對她的觀念有同樣的歧見，一怒之下將史帝芬當成玫瑰石英。最終因史蒂芬做出與玫瑰石英不同的選擇，而認同史蒂芬與玫瑰石英間的差異，並被打回寶石狀態封回泡泡房中。
在《榮譽嘉賓》中被史蒂芬釋放並得知玫瑰石英就是粉鑽，於《重聚》中參加了紅寶石和藍寶石的婚禮，並和其他寶衛隊成員一同對抗前來入侵的鑽石。
在《跳往家園星》中不願意跟史帝芬一行人去母星，想待在地球並照顧被打回原形的橄欖石和青金石。
在第五季《逃離》中看到了史蒂芬附身的西瓜史蒂芬，並且接收到了史蒂芬的求救訊息。
在第五季《改變心意》中，搭乘修復的黃鑽手臂船艦到母星幫助史蒂芬一行人。
值得一提的是，鉍晶在見到變成寶石怪物的比格斯時當場就直接認定只有鑽石的攻擊才會導致寶石人變成這種模樣，劇場版中史蒂芬將尖晶石拿的武器給她看時她也是當場就認出來並將其功能解釋給在場所有人聽，由此可知鉍晶可能是除了三大鑽石外最資深的寶石人因此知道許多其他寶石人都不知道的事情。
- 亂紋瑪瑙（Crazy Lace Agate）

簡稱為亂紋（Crazy Lace，台版仍稱為亂紋瑪瑙），在第三季《鉍彩晶》中被鉍晶提到過，曾經為宇宙保衛隊的成員之一，後來被鑽石的墮化光線所腐化。
第五季《改變心意》中登場，被有著四大鑽石力量的泉水治癒。
在《Steven Universe: The Movie》中得知她和其他被治癒的腐化寶石人一同住在沙灘鎮旁的小小母星中。
亂紋瑪瑙是一個合體寶石人，因此身形比一般的石英寶石人還要大上一倍。體表有著大量繽紛多彩的花紋，有著一頭蓬鬆的長捲髮。她的寶石為二顆形狀不同的彩色瑪瑙，呈三角形者嵌在她的鼻子上，呈圓形者則鑲嵌在她右眼的位置。
在未來篇《Guidance》中在沙灘鎮樂園裡打工，負責發送氣球給小朋友，但史帝芬後來把這個工作介紹給紅綠柱石做。在《Volleyball》中和其他石英們及雪花黑曜石等人一起打排球。
- 比格斯碧玉（Biggs Jasper）

配音：美國→Dee Bradley Baker（腐化時）
簡稱為比格斯（Biggs，台譯碧格斯），在第三季《鉍彩晶》中被鉍晶提到過，曾經為宇宙保衛隊的成員之一，後來被鑽石的墮化光線所腐化。
在第五季《榮譽嘉賓》中證實鉍晶之前提到的比格斯，就是已經被腐化的橘色遼闊北境寶石怪。
在《榮譽嘉賓》中鉍晶看到被封在泡泡房中的橘色遼闊北境寶石怪之寶石，認出其為比格斯，激動之下說道：「比格斯是被每個人所鍾愛的。」將其從泡泡中釋放出來，卻意識到她已經被腐化，甚至攻擊自身和史帝芬，後來被鉍晶和史帝芬聯手將其重新封入泡泡中。
第五季《改變心意》被有著四大鑽石力量的泉水治癒，讓鉍晶十分開心。
在《Steven Universe: The Movie》中得知她和其他被治癒的腐化寶石人一同住在沙灘鎮旁的小小母星中。
比格斯碧玉有著標準的石英寶石人的高大身形，體表有著大量橙紅色的斑紋，頭上有三個因為腐化而留下的角。她的寶石為一顆正六邊形的比格斯碧玉，鑲嵌在她的胸部中間。性格粗魯，喜愛玩樂。
在未來篇《Guidance》中在沙灘鎮樂園裡打工，利用其強大的臂力來轉動摩天輪。在《Volleyball》中和其他石英們及雪花黑曜石等人打排球時因為太過暴力而讓自己的寶石產生裂痕，並讓史帝芬治癒，之後繼續和她們打排球。
- 雪花黑曜石（Snowflake Obsidian）

配音：美國→Ian Jones-Quartey
簡稱為雪花（Snowflake，台譯雪花石），在第三季《鉍彩晶》中被鉍晶提到過，曾經為宇宙保衛隊的成員之一，後來被鑽石的墮化光線所腐化。
第五季《改變心意》中登場，被有著四大鑽石力量的泉水治癒。
在《Steven Universe: The Movie》中得知她和其他被治癒的腐化寶石人一同住在沙灘鎮旁的小小母星中。
雪花黑曜石的身形十分高大，有著像雄獅鬃毛一般環繞其頭部的白色頭髮。她只有左眼，右眼的位置則被一白色斑塊取代。她的寶石為一顆圓形的雪花黑曜石，鑲嵌在她的右手手背上。擁有製造冰的能力。
在未來篇《Guidance》中在沙灘鎮樂園裡打工，和海紋石一起負責做冰淇淋給遊客吃，之後被史蒂芬介紹去幫安迪·迪馬約開飛機在空中畫畫，但因為缺乏飛行知識、過度緊張且被螺旋槳滑破的氣球嚇到而把飛機的駕駛台凍結了，因而讓飛機失控，之後和安迪一同被煙水晶所救，並回歸到原本的崗位。在《Volleyball》中和石英們等人一起打排球。
- 虎眼石 /台譯：虎睛石（Tiger's Eye）

在第五季《榮譽嘉賓》中，其被封印在泡泡房中的腐化寶石被鉍晶所認出，曾經為宇宙保衛隊的成員之一。
第五季《改變心意》被有著四大鑽石力量的泉水治癒。
目前尚未出場。
- 綠柱石（Beryl）

在第五季《榮譽嘉賓》中，其被封印在泡泡房中的腐化寶石被鉍晶所認出，曾經為宇宙保衛隊的成員之一。
第五季《改變心意》被有著四大鑽石力量的泉水治癒。
目前尚未出場。
- 蛇紋石（Serpentine）

在第五季《榮譽嘉賓》中，其被封印在泡泡房中的腐化寶石被鉍晶所認出，曾經為宇宙保衛隊的成員之一。
第五季《改變心意》被有著四大鑽石力量的泉水治癒。
目前尚未出場。
- 海紋石（Larimar）

配音：美國→Dee Bradley Baker（腐化時）；（未腐化時）香港→鄭佩嘉
在第五季《榮譽嘉賓》中，其被封印在泡泡房中的腐化寶石被鉍晶所認出，曾經為宇宙保衛隊的成員之一。
第五季《改變心意》中登場，被有著四大鑽石力量的泉水治癒，證實其身份就是《怪獸好朋友》中的寒冰寶石怪。
在《Steven Universe: The Movie》中得知她和其他被治癒的腐化寶石人一同住在沙灘鎮旁的小小母星中。
海紋石擁有尖銳的頭部和爪子，能利用爪子做出精緻的雕塑等物。和腐化成怪物時的巨大身軀相較之下，她原本的身材顯得十分矮小，因此有著「Little Larimar」的綽號。她的寶石為一顆長六邊形的海紋石，鑲嵌在她的額頭上。個性善良，喜歡讓別人開心，不過她把人們的尖叫聲誤以為是開心的表現，因此喜歡上尖叫聲。
在未來篇《Guidance》中在沙灘鎮樂園裡打工，和雪花黑曜石一起負責做冰淇淋給遊客吃，之後被史蒂芬介紹去擔任控制雲霄飛車的啟動與停止的工作，她自己也因為喜歡人們的尖叫聲而樂在其中，但不久後即因為扳不動把手而讓雲霄飛車失控，而乘客們除了洋蔥外都在車即將飛出落海之際被煙水晶所救。之後送給史帝芬一隻大絨毛玩具，並表明自己喜歡給孩子們玩絨毛玩具，因為他們的笑聲帶給她和尖叫聲一樣的歡樂。

### 鑽石政權
- 白鑽（White Diamond）

配音：美國→克里斯蒂娜·埃伯索尔 台灣→汪世瑋 香港→葉嘉敏
鑽石管理局領導人之一，首次出現在第二季《登月探索》月亮基地的壁畫上。
如果依照粉鑽曾待的月亮基地上的壁畫所示，白鑽所統治的星球數量是四大鑽石中最多的。
白鑽是唯一被描繪成完全對稱的鑽石，代表著完美與平衡。
在《審判》中，首次亮相的母星上，能見到白鑽的飛船，其飛船形狀與白鑽的身形相似。
第五季《媽媽的故事》中，石榴說故事時情境圖中出現了三次白鑽的身影，其中兩次皆為輪廓形狀，一次則是發動攻擊時所出現的手。白鑽的手指有點銳利，並且跟黃鑽一樣都有配帶肩墊。身形則是所有鑽石中最高大者。
第五季《跳往家園星》首度被提及並正式登場，其身形非常高大，配戴較小型的肩墊，披著披風，全身發出明亮的白光，致使她的面部特徵（除了眼、鼻及口）與寶石很難被辨認出來，這使得白鑽的外貌帶給人一種恐懼感，但若依照製作組的繪畫，白鑽的鑽石為五角形，且形狀跟粉鑽剛好上下相反（不同於月亮基地上壁畫以及《媽媽的故事》中顯示的白色正方形鑽石）。她擁有一位珍珠。
白鑽在對地球使用腐化光束後就在也沒有離開過自己的飛船，而且也沒有讓任何人進去過，因此黃鑽對粉鑽（史蒂芬）受到的特殊待遇感到嫉妒。
在第五季《孤單也一起》中再度出現於史帝芬的夢境中。
她的能力是利用其眼睛發射出的白光將寶石人白化，隨而控制其心靈。
是一位完美主義者，認為自己是最完美的寶石人，相信自己的存在是為了「讓一切變得更好」，同時對自己和其他寶石人都有著嚴格的要求與期許。
在第五季《改變心意》被史蒂芬感化，進而到地球與其他鑽石治癒腐化寶石人。
在《Steven Universe: The Movie》中，與黃鑽及藍鑽一同希望史蒂芬能夠回到母星跟她們一同居住，但史蒂芬婉拒。最後由粉鑽從前的玩伴──尖晶石來代替史蒂芬回去母星。
在未來篇中解鎖了讓其他寶石人與自己的意識同化並操控自己的能力（類似為過去控制他人能力的反面能力），顏色也會暫時變為該寶石人的配色。
- 黃鑽（Yellow Diamond）

配音：美國→帕蒂·卢波内 台灣→錢欣郁 香港→郭碧珍→馬慧琪
在加長版的片頭曲中有出現，在《寶石人大戰(上)》、《求救》和《捕獲橄欖石》中提及過，是鑽石管理局領導人之一，在《黃鑽的企圖》和橄欖石的通話中首次露出真面目，明顯對地球有敵意。身形高大，寶石為一顆菱形的黃色鑽石鑲嵌在其胸口。她擁有一位珍珠。
能夠從雙手釋放閃電，被閃電擊中的寶石人會強制解除物理型態並變回寶石。
如果依照粉鑽曾待的月亮基地上的壁畫所示，黃鑽所統治的星球數量是四大鑽石中第二多的。
《Earthlings》和《劣色品》中提及所有沒用處、不正確和錯誤形態的寶石人都要被毀滅。
《審判》中以手指壓毀藍鋯石後因情緒激動而用雷電炸掉綠鋯石。
十分關心藍鑽，和粉鑽的關係亦十分親近，但對於粉鑽過於熱情甚至幼稚的態度感到惱怒，尤其是當她介入、阻撓自己的主意時，因此她也會毫不猶豫的指出粉鑽作為寶石人領袖的缺點。雖然她忽視粉鑽想要停止殖民地球的願望，但在粉鑽被粉碎後感到憤恨，似乎將責任歸咎於自己。
在第五季《重聚》中感受到粉鑽力量而發現史蒂芬是粉鑽。
第五季《跳往家園星》跟史帝芬提及白鑽，也因為其船艦被晶簇體所損壞，所以和藍鑽、史帝芬、康妮及寶衛隊搭著遺棄許久的粉鑽船艦回去母星。
第五季《熟悉》要史蒂芬來三溫暖見她的時候，表示白鑽這些年從未離開船艦，也不讓任何人見她，並且也對於史蒂芬（粉鑽）能夠直接去見白鑽這件事表現得有些嫉妒。
在《改變心意》中被史蒂芬感化，卻在和白鑽溝通時被白鑽白化並控制心靈，隨後因為史蒂芬感化白鑽而恢復，並與其他鑽石一同來到地球治癒腐化寶石人。
在《Steven Universe: The Movie》中，與白鑽及藍鑽希望史蒂芬能夠回到母星跟她們一同居住，但史蒂芬婉拒。最後由粉鑽從前的玩伴──尖晶石來代替史蒂芬回去母星。
在未來篇解鎖了修復破碎寶石並改變寶石人物理型態的能力（與寶石人本身的變形能力不同，黃鑽賦予的變形是永久的）。
- 藍鑽（Blue Diamond）

配音：美國→麗莎·漢尼根 台灣→陳貞伃 香港→賴芸芬
鑽石管理局領導人之一。在《故事的答案》中首次出現。身形高大，寶石為一顆箏形的藍色鑽石鑲嵌在其胸前。藍鑽屬下的寶石人有很多。在家園上面與黃鑽有同樣的地位。她也擁有一位珍珠。
能夠控制他人情緒進而影響周圍的人哭泣，此能力只對寶石人有效（在《重聚》中康妮與粉紅獅在藍鑽發動此能力時未受影響,但在她再次（青金石回來時）發動此能力時,康妮卻跟著一起跪下流淚，已證實為動畫錯誤）。
如果依照粉鑽曾待的月亮基地上的壁畫所示，藍鑽所統治的星球數量是四大鑽石中第三多的。
《小捲毛的夢》中和藍珍珠來到了地球，並抓了葛瑞格。
和粉鑽的關係十分親近，即使在幾千年後仍然為她的死感到悲傷。但由於她像黃鑽一樣忽視粉鑽想要停止殖民地球的願望，造成粉鑽認為她和黃鑽並沒有真正地關心自己，導致了粉鑽（玫瑰水晶）的叛變。
在第五季《重聚》中感受到粉鑽力量而發現史蒂芬是粉鑽。
在第五季《跳往家園星》中，因得知粉鑽仍活著而高興得淚流滿面。也因為其船艦被晶簇體所損壞，所以和黃鑽、史帝芬、康妮及寶衛隊搭著遺棄許久的粉鑽船艦回去母星。
第五季《熟悉》中，表示白鑽、黃鑽、粉鑽與她曾經有過一段美好的歡樂時光，直到粉鑽離開後（正值第二期寶石人的開始），她們就不再這樣玩樂了。
在《改變心意》中被史蒂芬感化，卻在和白鑽溝通時被白鑽白化並控制心靈，隨後因為史蒂芬感化白鑽而恢復，並與其他鑽石一同來到地球治癒腐化寶石人。
在《Steven Universe: The Movie》中，與白鑽及黃鑽希望史蒂芬能夠回到母星跟她們一同居住，但史蒂芬婉拒。最後由粉鑽從前的玩伴──尖晶石來代替史蒂芬回去母星。
在未來篇解鎖了製造心情雲朵，能使接觸到雲朵的寶石人心情愉悅（與過去讓他人悲傷並哭泣的能力相反）。
- 粉鑽 /台譯：紅粉鑽（Pink Diamond）

配音：美國→Susan Egan 台灣→孫若瑜 香港→潘芳芳
曾為鑽石管理局領導人之一，首次出現在第二季《登月探索》及第三季《Back to the Moon》月亮基地的壁畫上。
如果依照粉鑽曾待的月亮基地上的壁畫所示，粉鑽所統治的星球數量是四大鑽石中最少的（只有地球及基地衛星月球）。
在《Earthlings》首次被碧玉提及到，玫瑰石英和碧玉還有現在宇宙保衛隊的珍珠都曾經為粉鑽效命。而《重返月球》根據黃鑽的紅寶石(眼球)所說的，粉鑽是被玫瑰石英給摧毀的。
但是在第五季《審判》中，史帝芬的律師藍鋯石懷疑打碎粉鑽的人可能不是玫瑰石英，應該另有其人。藍鋯石猜測可能是與粉鑽最親近的人「鑽石」也說不定。
第五季《叢林月球》的背景回憶中首度出現粉鑽的真實模樣。
第五季《失色的玫瑰》中揭曉粉鑽其實未被粉碎，而是詐死，並繼續以玫瑰石英的身份活下去。
其身形是四大鑽石中最小的，但仍遠高於其他位階低於她的寶石人。寶石為一顆五角形的粉紅色鑽石鑲嵌在肚臍上。和其他鑽石不同的是，她對待珍珠就像對待她的朋友一樣，重視珍珠的觀點，讚揚她的智慧及好主意，但對於珍珠對自己過於恭敬的態度感到有些不耐。
在發覺地球的美好後決定停止殖民地球，但經歷對黃鑽和藍鑽的無數次說服失敗後，她決定以玫瑰石英的身分，離開家園，成為一名無法被忽視的反抗者。
在第五季《改變心意》中，白鑽為了讓粉鑽回歸而拔掉史蒂芬肚臍上的鑽石，但重新成形的鑽石形體卻還是史蒂芬的外觀，象徵著粉鑽真的已經完全消失了。
在《Steven Universe: The Movie》中得知，粉鑽以前有一個常在花園玩的玩伴叫做尖晶石，但在粉鑽接手地球殖民地之後，尖晶石便被粉鑽遺忘了。

### 其他寶石人
- 碧玉 /台譯：鐵石英（Jasper）

配音：美國→Kimberly Brooks 台灣→姜瑰瑾 香港→鄭佩嘉
首度出現於《寶石人大戰 上》，她的個性特別地易怒和暴力。她的寶石為一顆箏形的碧玉嵌在她的鼻子上，她的武器是形如日本朋克龐巴度夫人頭盔。她跟紫水晶一樣都是在地球誕生的，其出生洞穴非常完美。參與過5000年前的寶石人戰爭，並站在母星那一派，因為見過玫瑰水晶的力量所以把史帝芬誤認成玫瑰水晶，本來打算要把史帝芬帶回母星，並且稟報黃鑽。在《寶石人大戰 下》片尾被石榴石打敗，並和青金石合體成孔雀石，本想復仇，但被青金石背叛並被她拉入海中。史帝芬曾在夢中看到她和青金石。
在《超級西瓜島》中，孔雀石被紫翠玉擊敗後她和青金石分離，她掉入了地下，在《孤獨深海洋》中回歸，原本想和青金石再次融合成孔雀石，覺得青金石十分強大是個怪物，但又被青金石打回海裡。在《北方邊境寶石大獵捕》中又出現，並且打敗了兩隻寶石怪（橘色遼闊北境寶石怪和雪地寶石怪，即腐化的比格斯碧玉和海洋碧玉），在碧玉的對談中，這兩隻寶石怪可能是玫瑰水晶之前的戰友。在《鞭長莫及》中用她在《北方邊境寶石大獵捕》打敗的兩隻寶石怪來對付紫水晶、史帝芬和康妮，但之後又被他們擊敗，失敗之後又進入海裡。
在《Earthlings》中，和雪地寶石怪融合成斑馬碧玉以對付煙水晶，也疑似因這種異常的融合關係間接讓碧玉被腐化，史帝芬原本想治療她，但卻被她劃傷，她自己也因為沒有治療而變成了腐化怪物。而後腐化的碧玉被橄欖石用金屬操控能力操控的一條鋼鐵刺穿後變回寶石原形，且被紫水晶用泡泡封印。
在同集，碧玉也承認她曾經與玫瑰水晶都效命於粉鑽，但玫瑰水晶把粉鑽摧毀後，碧玉被重新分配到黃鑽部門，這也導致碧玉誓死與玫瑰水晶為敵。
在第五季《改變心意》被有著四大鑽石力量的泉水治癒，但頭上留下了兩個綠色的角，且手上也留下了一些綠色斑塊。
在未來篇《Little Homeschool》再度登場，現居住於山丘上的一個岩石山洞內。
- 黃珍珠（Yellow Pearl）

配音：美國→Deedee Magno 台灣→陳貞伃
她的寶石在胸口中間，而且比寶衛隊珍珠的寶石圓。十分服從黃鑽，對身為黃鑽僕人的自己感到驕傲。但她也似乎有些畏懼黃鑽。
《那就這樣吧》中被黃鑽命令和藍珍珠取悅藍鑽。
在第五季《孤單也一起》中，顯示出她似乎喜歡當模特兒。
在未來篇《Little Homeschool》中客串登場，當時正在做她喜歡的事情──當模特兒。
- 藍珍珠（Blue Pearl）

配音：美國→Deedee Magno  台灣→龍顯蕙
她的前額頭髮掩著雙眼，寶石在胸口中間，而且比寶衛隊珍珠的寶石圓。其性格比較沉默，但也會無條件服從於藍鑽的命令。
《那就這樣吧》中和黃珍珠合唱取悅藍鑽。
在第五季《孤單也一起》中，提及她喜歡畫畫。
在未來篇《Little Homeschool》中客串登場，當時正在做她喜歡的事情──畫畫（和其他寶石人為黃珍珠畫素描）。
- 粉珍珠(第一任)（First Pink Pearl）

配音：美國→克里斯蒂娜·埃伯索尔→Deedee Magno 台灣→錢欣郁→林沛笭 香港→潘芳芳→賴芸芬
於第五季《跳往家園星》中初次登場，其頭髮類似雙丸子頭，左眼因不明原因而缺失，且在左半邊的臉上有裂痕。
她的寶石在其肚臍的位置，和寶衛隊珍珠的寶石一樣呈卵圓形。白珍珠說話時會凝視著遠方，帶著固定的微笑，雙手和白鑽一樣維持著平衡的姿態，且能夠在不使用任何力氣的情況下移動身體，給人一種機器人似的空洞感。
初登場時不但沒有對黃、藍鑽做出行禮的動作，甚至黃、藍鑽也對白珍珠存在著一種害怕感。
在第五季《孤單也一起》中，再度出現於史帝芬的夢境中，身體為粉紅色調，和史帝芬有著愉快的互動，並在黃鑽前來檢視時幫史帝芬梳妝打扮，證實了白珍珠就是原先屬於粉鑽的珍珠。
在第五季《改變心意》中證實其心靈是被白鑽所控制，之後因為史帝芬感化白鑽的關係，讓白珍珠回復心智並變回了原本的粉紅色。
在未來篇《Volleyball》中想找史蒂芬治癒左眼的裂痕，但未果，因此和史帝芬及寶衛隊的珍珠來到專門治療珍珠的「礁石中心（Reef）」，但仍無法治療。之後粉珍珠說這裂痕是在白鑽控制她以前，粉鑽得不到她專屬的殖民地而發怒造成的，因為但粉珍珠卻一再捍衛粉鑽當時的舉動，認為這只是她的無心之過，而珍珠因為無法相信粉鑽會做出這種事而質疑她的言辭，兩者間的爭論激怒了史蒂芬，讓他寶石的力量破壞了礁石中心，而使礁石中心的AI系統「貝殼（Shell）」試圖將珍珠及粉珍珠變回原形並重生以應對此破壞。最後，粉珍珠在即將被變回原形之際跟珍珠融合，以突破被AI封鎖的礁石中心。此外，在同集中，史帝芬為了方面稱呼而幫她取了「排球（Volleyball）」的綽號。
粉珍珠擁有一個類似彩帶的武器，是粉鑽以前送給她的。
- 粉珍珠(第二任)（Second Pink Pearl）

配音：美國→Deedee Magno 台灣→林沛笭 香港→葉嘉敏
在《審判》中，首次被藍鋯石推理時所提及。
第五季《失色的玫瑰》中被證實其本尊就是我們熟知的寶衛隊的珍珠，她也跟其他珍珠一樣穿著與主人相似。
- 紅寶石小隊(黃鑽部門) /台譯：紅石1F4小隊（Yellow Diamond's Ruby squad）

配音：美國→Charlyne Yi 台灣→陳貞伃
首度出現在《黃鑽快打部隊》，來到地球追蹤負責地球任務的碧玉，史帝芬為保護同樣執行地球任務的橄欖石而誘騙紅寶石小隊打棒球爭取時間，又欺騙她們碧玉身在海王星。在《重返月球》黃鑽派的紅寶石小隊再次回到穀倉，但這次被紫水晶變成的碧玉利用紅寶石對碧玉的尊敬，欺騙她們至月球基地進而流放該五人至太空深處。
史蒂芬按五人寶石的位置分別稱他們為：眼球、手睁、大腿、肚臍、胸口，方便區分。其中胸口為此團隊的領導者。
眼球在史帝芬試圖救她時使用小刀襲擊他，結果掉到了太空中。
《光速探險》中寶衛隊用她們來地球時搭的太空船去拯救葛瑞格，其間胸口、手睁和肚臍在隕石帶撞到太空船的擋風玻璃。其太空船有防止高速移動被壓扁協助寶石人調節體型的功能，但必須個別調節，否則會出現強行壓成紅寶石體型或擴展至鑽石體型的狀況。
《紅石報到》中肚臍回歸地球，表示有意加入寶衛隊，但其實真正目的是搶回紅寶石太空船。
眼球在未來篇《Bluebird》中再度登場，並跟海藍寶石合體成藍銅孔雀石。
- 紅寶石小隊(藍鑽部門) /台譯：紅石1F4小隊（Blue Diamond's Ruby squad）

配音：美國→Charlyne Yi 台灣→陳貞伃
目前出現在《故事的答案》出現了藍鑽的紅寶石，目前出現過的藍鑽的紅寶石都是藍寶石的侍衛。
她們的寶石位置為:手臂、手心、手背，其中寶石位於手心者即為我們所熟知的、和藍寶石合體成石榴石的那位紅寶石。
- 石英部隊（Famethyst）

首次於《寶石劫》中登場，體形大多跟碧玉相近（"Skinny"碧玉和紅玉髓除外），性格則跟紫水晶一樣愛玩，但非常害怕上級。
有紫色的紫水晶、橘紅色的碧玉和紅色的紅玉髓等種類。
在第四季《那就這樣吧》中表示她們都是地球出身，其本性不壞。
在未來篇《Rose Buds》中再度登場，她們當時正在人類動物園的池塘享受放鬆。
- 冬青瑪瑙（Holly Blue Agate）

配音：美國→Christine Pedi 台灣→孫若瑜 香港→賴芸芬
首次於《寶石劫》登場。負責管理一群石英戰士以及粉鑽的人類動物園。
寶石為水滴形的藍瑪瑙，位於其後腦。全身藍色，體形跟碧玉相近，武器為電鞭，十分服從藍鑽。
崇拜鑽石，愛找下屬麻煩，其讚頌藍鑽的言論惹紅寶石反感。
在未來篇《Rose Buds》中短暫登場，仍然嘗試的敬業地做著她份內的工作，沒辦法跟其他石英們一同放鬆。
- 玫瑰石英(粉鑽部門) /台譯：玫瑰石（Rose Quartzes）

配音：美國→Kimberly Brooks
在第四季《那就這樣吧》中，可見許多玫瑰石英的寶石都被封印在人類動物園的泡泡房中，為藍鑽為了保留粉鑽的遺產進而將她們保留下來，但黃鑽則希望將她們全部粉碎，因為這種寶石人中的其中一者就是叛亂的開始和粉碎粉鑽的元凶，儘管這並非事實。
在未來篇《Rose Buds》中再度登場，此時全部的玫瑰石英都已經被從泡泡中釋放了出來，其中有三名玫瑰石英和史蒂芬一起回到他的家中參訪，三者的性格分別是熱情活潑、悠閒輕鬆和沉默寡言，寶石分別位在左臂、胸口及肚臍的位置。由於三者都和史帝芬的媽媽、寶衛隊的前任領導者玫瑰石英長得十分相似，而且沉默寡言的玫瑰石英甚至和她長的幾乎一模一樣，因此讓史帝芬、葛瑞格和寶衛隊感到非常的尷尬與不自在，在劇末她們和史帝芬互相交流自己內心的想法後回到人類動物園裡。在同集中也透露了她們當初是因為粉鑽想要假扮成一名玫瑰石英而被粉鑽封印的。
- 海藍寶石 /台譯：海藍寶（Aquamarine）

配音：美國→ 台灣→錢欣郁 香港→鄭佩嘉
首次登場於《你是我爸嗎？》。背上有翅膀，身高只有史蒂芬一半，外型像小妖精，寶石為水滴形的海藍寶石，位在左眼下方，貌似淚滴。為藍鑽所派來的，與黃玉搭伙來到地球。史帝芬之前第一次在幼晶園遇到橄欖石時，說出了他的朋友以及他爸爸，橄欖石可能回報給海藍寶石，而海藍寶石把他們記在腦海中，當成一個列表，於是來到地球捕捉史帝芬的朋友以及他爸爸。
因為不理解人類而誤會「我爸（My Dad）」是人名。
武器為頭上的絲帶變成的魔杖（似乎是外掛裝備,因為武器不是由寶石召喚出來,所以推測為新生代寶石人）能放出靜止光束，強度能強行靜止紫翠玉。並且可以跟青金石一樣，能召喚出由水形成的翅膀。海藍寶石有著敏銳的記憶力，且對這種能力感到非常自豪，稱她的記憶力“完美”。
和其嬌小的外貌和孩子般的聲音相反，海藍寶石是一位成熟和無情的寶石人。和背叛母星之前的橄欖石一樣，海藍寶石只專注於完成自身的任務，並且不關心任何與她的使命無關的事情。
在未來篇《Bluebird》中再度登場，並跟紅寶石小隊中的眼球合體成藍銅孔雀石。
- 黃玉 /台譯：托帕石（Topaz）

配音：美國→Martha Higareda 台灣→孫若瑜
首次登場於《你是我爸嗎？》。為黃鑽派來的，與海藍寶石搭伙來到地球。她們有兩個，寶石各在左耳及右耳處，為圓形的黃色托帕石，武器為硬頭鎚。兩者融合後會變得更大隻，且還可以把人類融合在自己身體裡。史帝芬之前第一次在幼晶園遇到橄欖石時，說出了他的朋友以及他爸爸，橄欖石可能回報給海藍寶石，而海藍寶石把他們記在腦海中，當成一個列表，於是和黃玉來到地球捕捉史帝芬的朋友以及他爸爸。
最初的表現為不苟言笑，只專注於自己的任務，服從於海藍寶石的命令，但在《落難同伴》中被拉爾斯和史帝芬的對話感動流淚，進而想要幫助史帝芬及拉爾斯逃離飛船，甚至挑戰海藍寶石的權威，但在海藍寶石向她提醒反叛的寶石人的下場後，她改變了主意，決定繼續遵循自己的使命。海藍寶石也答應會當作這一切都沒發生過。
- 藍鋯石（Blue Zircon）

配音：美國→Amy Sedaris 台灣→陳貞伃 香港→葉嘉敏
首次登場於《審判》。寶石為長方形的藍色鋯石，位於其胸口。在她的右眼帶有單片眼鏡，能夠投射出全息投影，可能是寶石人科技的附屬裝備。
在《審判》中擔任史帝芬的律師，她指出玫瑰水晶可能不是粉碎粉鑽的兇手，因為這樣說是完全沒有道理的。如果玫瑰水晶要粉碎粉鑽的話，為什麼粉鑽的隨行人員不會出手制止，如藍寶石有預知能力，應該早會預知，瑪瑙應該也有能力直接反擊。所以藍鋯石指出真正的兇手可能是背後有強大權力可以掩蓋事實的鑽石所為。最後因激怒黃鑽而被其以手指重壓解除物理形態。
在《Steven Universe: The Movie》裡，史蒂芬對所有寶石人廣播時，短暫背景客串。
- 黃鋯石（Yellow Zircon）

配音：美國→Amy Sedaris 台灣→林沛笭
首次登場於《審判》。寶石為長方形的黃綠色鋯石，位於其胸口。在她的左眼帶有單片眼鏡，能夠投射出全息投影，可能是寶石人科技的附屬裝備。在《審判》中的辯方是藍鋯石。雖然對鑽石十分恭敬、逢迎，但最後仍被情緒激動的黃鑽用雷電解除物理形態。
在《Steven Universe: The Movie》裡，史蒂芬對所有寶石人廣播時，短暫背景客串。
- 金紅石雙胞胎 /台譯：金彤石（Rutile Twins）

配音：美國→Ashly Burch、Jasika Nicole 台灣→林沛笭 香港→鄭佩嘉
首次登場於《劣色品》，在史蒂芬和拉爾斯逃亡的時候出手幫助的人。為「劣色品」的一員。這個寶石人的上半身是兩個的，但她並不是融合寶石，而是寶石形成的過程中出錯所致。她的寶石鑲嵌在她的肚臍上，為一顆類似於Y形的金紅石，是一顆金紅石在形成的過程中分裂而成，但因為沒有完全分裂，形成了兩個上半身共用一個下半身和一顆寶石的樣子，被視為有缺陷的寶石，其外觀甚至嚇跑了其他正常的金紅石。
她們經常交替地說出單詞或句子，兩者也經常重複對方所說的話語。
於《明星基快》中在拉爾斯的船艦上擔任陽光驅逐機的駕駛員，和其他劣色品一同將船艦航向地球。
在第五季《改變心意》中，與拉爾斯及劣色品們回到地球。
在《Steven Universe: The Movie》中得知她和其他寶石人一同住在沙灘鎮旁的小小母星中。
- 蓮花剛玉（Padparadscha）

配音：美國→Erica Luttrell 台灣→陳貞伃
首次登場於《劣色品》。為「劣色品」的一員。寶石是一顆圓形的粉橘色藍寶石（即蓮花剛玉），嵌在她的右手手背上。她的前額頭髮掩著眼睛。反觀其他能預知未來的藍寶石，蓮花剛玉只能「預知」離目前最近且已經發生過的事情，也因為她很依賴她的預視力，所以她的反應總是慢半拍，因此被視為有缺陷的寶石。
於《明星基快》中在拉爾斯的船艦上擔任技術顧問，和其他劣色品一同將船艦航向地球。
在第五季《改變心意》中，與拉爾斯及劣色品們回到地球。
在《Steven Universe: The Movie》中得知她和其他寶石人一同住在沙灘鎮旁的小小母星中。
- 摩根石（Morganite）

在《劣色品》被薔薇輝石所提及，在發現服侍自己的珍珠和紅寶石融合成薔薇輝石後將其替換掉。
- 祖母綠 （Emerald）

配音：美國→Jinkx Monsoon 台灣→錢欣郁
首度出現於第五季《明星基快》。寶石為一顆長方形的祖母綠，嵌在她右眼的位置。她因為劣色品以及拉爾斯從母星偷走珍貴船隻「陽光驅逐機（Sun Incinerator）」而非常生氣。
- 軟玉（Nephrite）

配音：美國→Dee Bradley Baker、弗兰克·维尔克（腐化時）；Aparna Nancherla（未腐化時）
在第五季《Legs From Here to Homeworld》中證實蜈蚣甲蟲的原身分為一名軟玉。為粉鑽部門下的一個中隊長，在一名桂榴石指揮官的指揮下工作。原本和其中隊一同前往地球執行殖民計畫，但在殖民戰爭開始後，寶石人撤離地球時被遺棄，最後因鑽石的腐化光線所影響而腐化成了蜈蚣甲蟲。
軟玉的寶石為一顆球形的綠色軟玉，位於其臉部中央，充當其眼睛的構造。寶石切面為 Facet-413 Cabochon-12。其胸口有著菱形的粉鑽標誌。
在第五季《改變心意》與其他船員一同被有著四大鑽石力量的泉水治癒。
在《Steven Universe: The Movie》中得知她和其他被治癒的腐化寶石人一同住在沙灘鎮旁的小小母星中。
- 桂榴石（Hessonite）

配音：美國→克莉絲汀·巴倫絲基
首次出現於遊戲《史蒂芬宇宙：拯救陽光（Steven Universe: Save The Light）》。寶石為一顆長方形的桂榴石，位於其胸口。為方欖石、若干黃水晶及若干閃玉的指揮官。有著隨地傳送能力，以及一把劍當作武器。
在動畫中於第五季《Legs From Here to Homeworld》被暫時治癒的閃玉所提及，證實她就是蜈蚣甲蟲腐化前的指揮官。
- 鵝卵石（Pebbles）

配音：美國→Susan Egan、Zach Callison
首次登場於第五季《熟悉》。寶石為灰色的球形鵝卵石。外型非常小隻，都住在粉鑽的房間內，每當有不是粉鑽的其他人進入粉鑽的房間內時都會躲避隱藏起來。有建造及縫紉的能力。在粉鑽的梳妝台玻璃上有著與她們類似模樣的圖畫。
- 小梳（Comby）

配音：美國→麗莎·漢尼根
首次登場於第五季《熟悉》，藍鑽在浴池洗澡的時候拿著她，外型就是一把梳子。寶石為一顆類似於鵝卵石的灰色球體，嵌在她鼻子的位置，寶石種類不明。
- 黃鐵礦（Pyrites）

在第五季《熟悉》中，藍鑽對史蒂芬敘舊時提到的寶石物種，白鑽曾因粉鑽將她們命名為「愚人金」而十分生氣。
- 有知覺的牆壁和雕像（Sentient Walls and Statue）

包括在第五季《熟悉》出現，史蒂芬要去見黃鑽時見到的一列有知覺、會互相交談的牆壁，以及要去見藍鑽時看到的會眨眼的石雕像，還有在《Together Alone》出現，負責演唱舞會音樂的寶石裝置。她們雖然有著寶石人的外貌，但她們的身體皆無法移動。目前暫時無法得知其寶石種類。
- 玉石（Jades）

在第五季《孤單也一起》中首次登場，參加第三時代寶石舞會（Era 3 Ball）。取決於玉的種類不同而有多種形式。其中二者在黃鑽和藍鑽入場時分別做出了反應，兩者中的黃綠色者為黃鑽部門的成員，寶石為一顆球型的淡綠色玉石嵌在她的右臉；藍綠色者則為藍鑽部門的成員，寶石為一顆球型的藍綠色玉石嵌在她的左臉。兩者受到史蒂芬妮、石榴石和歐珀融合的激勵後決定互相融合，實現了理想，並選擇站在史帝芬這一方，但隨即就被憤怒的黃鑽用雷電解除物理形態。
- 藍晶石（Kyanite）

在第五季《改變心意》中，粉鑽回憶裡的藍鑽提到的寶石物種。藍鑽提及藍晶石殖民地有有機生命體，粉鑽想要留著它們當寵物。
- 雲母（Mica）

在第五季《改變心意》中，黃鑽和史蒂芬辯駁時提到的寶石物種。
- 紅綠柱石（Bixbite）

為第二季《驚爆大內幕》中被腐化的螃蟹寶石怪的原身分。
第五季《改變心意》被有著四大鑽石力量的泉水治癒，而以原貌登場。
紅綠柱石的寶石為一顆類似倒水滴形的紅綠柱石，其顏色及位置皆未知。她只有一隻眼睛，右手掌被一個像蟹鉗的鉗子替代（可能是腐化後留下的痕跡），能夠利用靈活的關節和右手的鉗子完美精確地快速切割物體。
在未來篇中得知她和其他被治癒的腐化寶石人一同住在沙灘鎮旁的小小母星中。
在未來篇《Guidance》中在鱒魚披薩店工作，負責切割食材和將披薩切片，她所切割的比例極其完美。之後被史蒂芬介紹去沙灘鎮樂園發送氣球給小朋友，但她鋒利的鉗子把氣球都切斷而飛走了。
- 橙色鋰輝石（Orange Spodumene）

為第一季《愛戀大氣泡》中被腐化的蠕蟲寶石怪的原身分。
第五季《改變心意》被有著四大鑽石力量的泉水治癒，而以原貌登場。
橙色鋰輝石的寶石為一顆不規則形的橙色鋰輝石，鑲嵌在她的下腹部。身體修長且無色透明，裡面有橙紅色的構造。擁有一隻藍色瞳孔的大眼睛，但通常被頭髮蓋住。
在《Steven Universe: The Movie》中得知她和其他被治癒的腐化寶石人一同住在沙灘鎮旁的小小母星中。
- 西瓜碧璽（Watermelon Tourmaline）

為第一季《河豚怪來亂》中被腐化的河豚寶石怪的原身分。
第五季《改變心意》被有著四大鑽石力量的泉水治癒，而以原貌登場。
西瓜碧璽的寶石為一顆外觀和切片的西瓜十分相似的西瓜碧璽，寶石位置未知。由於她有四條手臂，因此可能是個合體寶石人。
在《Steven Universe: The Movie》中得知她和其他被治癒的腐化寶石人一同住在沙灘鎮旁的小小母星中。
在未來篇《Little Homeschool》短暫出現，可以看到她當時在街上用彈跳的方式前進。
- 海洋碧玉（Ocean Jasper）

配音：美國→Dee Bradley Baker（腐化時）；米凱拉·迪耶茲（未腐化時）
為被腐化的雪地寶石怪的原身分。
第五季《改變心意》被有著四大鑽石力量的泉水治癒，而以原貌登場。
在《Steven Universe: The Movie》中得知她和其他被治癒的腐化寶石人一同住在沙灘鎮旁的小小母星中。
海洋碧玉有著標準的石英寶石人的高大身形，有著藍色的皮膚，體表有著一些橙紅色的環紋，頭上有兩個因為腐化而留下的角。她的寶石為一顆正六邊形的海洋碧玉，鑲嵌在她的胸部中間。性格粗魯，喜愛玩樂。
在未來篇《Guidance》中和斑馬碧玉被史蒂芬介紹去鱒魚披薩店工作，她擔任送貨員，但她卻用飛擲的方式來「發送」披薩給顧客，強勁的力道把許多人擊倒了。在《Volleyball》中和其他石英們及雪花黑曜石等人打排球時因為太過暴力而讓自己的寶石產生裂痕，並讓史帝芬治癒，之後繼續和她們打排球。在《A Very Special Episode》中和天堂甲蟲及地球甲蟲一同參加太陽石的家庭安全研討會。
- 條紋紫水晶（Lace Amethyst）

原本被鑽石的墮化光線所腐化，在第五季《改變心意》被有著四大鑽石力量的泉水治癒，而以原貌初次登場。
在《Steven Universe: The Movie》中得知她和其他被治癒的腐化寶石人一同住在沙灘鎮旁的小小母星中。
條紋紫水晶有著標準的石英寶石人的高大身形，有著紫色的皮膚，體表有著一些淡紫色及白色的條紋，頭上有兩個因為腐化而留下的角。她的寶石為一顆球形的、有三色條紋的紫水晶，鑲嵌在她的胸部中間。性格粗魯，喜愛玩樂。
在未來篇《Guidance》中在沙灘鎮樂園裡打工，擔任點心鋪的櫃台人員。在《Volleyball》中和其他石英們及雪花黑曜石等人打排球時因為太過暴力而讓自己的寶石產生裂痕，並讓史帝芬治癒，之後繼續和她們打排球。
- 藍紋瑪瑙（Blue Lace Agate）

配音：美國→米凱拉·迪耶茲
原本被鑽石的墮化光線所腐化，在第五季《改變心意》被有著四大鑽石力量的泉水治癒，而以原貌初次登場。
在《Steven Universe: The Movie》中得知她和其他被治癒的腐化寶石人一同住在沙灘鎮旁的小小母星中。
藍紋瑪瑙有著標準的石英寶石人的高大身形，有著水藍色的皮膚，體表有著一些橙紅色、藍色及白色的環紋，頭上有三個因為腐化而留下的角。她的寶石為一顆球形的、有著藍色及橙色條紋的瑪瑙，鑲嵌在她肚臍的位置。性格喜愛玩樂。
在未來篇《Guidance》中在沙灘鎮樂園裡的套圈圈攤位打工，用自己頭上的角來當作套圈圈的目標。在《Volleyball》中和其他石英們及雪花黑曜石等人一起打排球。在《Little Graduation》中得知她目前在拉爾斯的「Spacetries」麵包店裡工作。
- 斑馬碧玉（Zebra Jasper）

配音：美國→Kimberly Brooks
原本被鑽石的墮化光線所腐化，在第五季《改變心意》被有著四大鑽石力量的泉水治癒，而以原貌初次登場。
在《Steven Universe: The Movie》中得知她和其他被治癒的腐化寶石人一同住在沙灘鎮旁的小小母星中。
斑馬碧玉有著標準的石英寶石人的高大身形，有著白色的皮膚，體表有著許多黑色的條紋，頭上有一個因為腐化而留下的角。她的寶石為一顆灰黑雙色的菱形斑馬碧玉，鑲嵌在她的胸部中間。性格粗魯，喜愛玩樂。
在未來篇《Guidance》中在沙灘鎮樂園裡打工，之後和海洋碧玉被史蒂芬介紹去鱒魚披薩店工作，她負責切割披薩，但她卻用強大的力道把披薩切得稀巴爛，還四處噴濺。在《Volleyball》中和其他石英們及雪花黑曜石等人打排球時因為太過暴力而讓自己的寶石產生裂痕，並讓史帝芬治癒，之後繼續和她們打排球。
- 天使光環石英（Angel Aura Quartz）

配音：美國→Kimberly Brooks
原本被鑽石的墮化光線所腐化，在第五季《改變心意》被有著四大鑽石力量的泉水治癒，而以原貌初次登場。
在《Steven Universe: The Movie》中得知她和其他被治癒的腐化寶石人一同住在沙灘鎮旁的小小母星中。
天使光環石英有著標準的石英寶石人的高大身形，有著淡綠色的皮膚和黃色的長髮，頭上有兩個因為腐化而留下的淡紅色角，兩隻手臂也各留下了兩個藍色角。她的寶石外觀及位置皆未知。性格粗魯，喜愛玩樂。
在未來篇《Volleyball》中和其他石英們及雪花黑曜石等人打排球時因為太過暴力而讓自己的寶石產生裂痕，並讓史帝芬治癒，之後繼續和她們打排球。
- 尖晶石（Spinel）

配音：美國→Sarah Stiles 台灣→曾允凡 香港→顧詠雪
首次登場於《Steven Universe: The Movie》，為電影內的反派。寶石為一顆心形的尖晶石，嵌在她的胸前。她的四肢及身體能夠自由伸縮，在電影內擁有鐮刀形的「寶石再生裝置（Gem Rejuvenator）」作為武器，根據鉍晶說法，寶石再生裝置是用於母星叛逃的寶石人所用的，一旦碰觸到寶石人就會讓其變回寶石原型，但重生後會回歸到其最早期的寶石人狀態，並且失去其記憶。在電影中她用寶石再生裝置攻擊了寶衛隊讓石榴石、紫水晶和珍珠變回原形，而史蒂芬則是寶石能力變得微弱且不穩定，但她自己後來也被史蒂芬用該裝置反擊而變回原形，且重生後失去記憶。之後在回到荒廢的粉鑽花園時恢復記憶。
尖晶石曾是粉鑽在有地球殖民地之前的玩伴，性格非常活潑調皮。她們時常在粉鑽的花園內玩耍，但粉鑽從黃鑽和藍鑽那邊得知她要接手地球殖民的時候，粉鑽讓尖晶石在花園等她回來，但粉鑽再也沒回來過。直到她看到史蒂芬以粉鑽身份的對外廣播後才知道自己被拋棄了，並決定到地球找史蒂芬復仇。最後被史帝芬感化，且因鑽石們想要史蒂芬回到母星陪她們，但史蒂芬不肯，而讓尖晶石代替他回到母星陪鑽石們度過快樂時光。
- 櫻桃石英（Cherry Quartz）

配音：美國→Kimberly Brooks
原本被鑽石的墮化光線所腐化，在未來篇《Little Homeschool》被史蒂芬用三大鑽石給的治療液與他的口水在他家的浴室浴缸內被治癒而初次登場。
由於剛從腐化寶石的狀態復原，搞不清現況而感到困惑且驚慌失措，因此史蒂芬給她看了一些說明寶石歷史的冊子，並帶她去參觀小小母星。
櫻桃石英有著標準的石英寶石人的高大身形，有著粉紅色的皮膚，體表有著許多橙紅色及粉白色的斑塊，頭上有三個因為腐化而留下的角。她的寶石為一顆圓形的櫻桃石英，鑲嵌在她肚臍的位置。
在《Guidance》中可見其在沙灘鎮樂園裡和三位小朋友交談。
- 青金石二人組（Lapis Lazulis）

配音：美國→Jennifer Paz
在未來篇《Why So Blue?》中登場，一個寶石位在左臂上，另一個位在肚臍的位置，且臉上有象徵黃鐵礦斑點的黃色雀斑。
雖然寶石母星的制度已經解放，但她們仍然享受改造星球的樂趣。在史帝芬和寶衛隊的青金石對她們勸說無效後，和寶衛隊青金石發生了戰鬥。原本青金石打算將她們倆打回原形，但看了史蒂芬的眼神後想起了自己現在的身分，因而罷手。之後史帝芬邀請她們有興趣可以去小小母星居住，而其中寶石位於肚臍者在最後決定造訪小小母星。
- 天堂甲蟲石（Heaven Beetle）

首次出現於第一季《合體大隻女》，在第五季《改變心意》被有著四大鑽石力量的泉水治癒，而以原貌登場。和地球甲蟲為不同色的同一種寶石人，且兩者關係親密。
在《Steven Universe: The Movie》中得知她和其他被治癒的腐化寶石人一同住在沙灘鎮旁的小小母星中。和地球甲蟲差點被滾落的巨桶壓到，但被青金石所救。
天堂甲蟲的身形非常嬌小，是目前已知身形最小的寶石人。她的寶石位在其背上，為淡綠色的菱形寶石，寶石種類未知。
在未來篇《A Very Special Episode》中和地球甲蟲及海洋碧玉一同參加太陽石的家庭安全研討會。
- 地球甲蟲石（Earth Beetle）

首次出現於第一季《合體大隻女》，在第五季《改變心意》被有著四大鑽石力量的泉水治癒，而以原貌登場。和天堂甲蟲為不同色的同一種寶石人，且兩者關係親密。
在《Steven Universe: The Movie》中得知她和其他被治癒的腐化寶石人一同住在沙灘鎮旁的小小母星中。和天堂甲蟲差點被滾落的巨桶壓到，但被青金石所救。
地球甲蟲的身形非常嬌小，是目前已知身形最小的寶石人。她的寶石位在其背上，為灰綠色的菱形寶石，寶石種類未知。
在未來篇《A Very Special Episode》中和天堂甲蟲及海洋碧玉一同參加太陽石的家庭安全研討會。
- 方欖石（Squaridot）

配音：美國→Shelby Rabara
能力：機械應用、專家級寶石人知識、金屬控制。
首次出現於遊戲《史蒂芬宇宙：拯救陽光（Steven Universe: Save The Light）》。為另一個橄欖石，但頭髮是方形的。她的寶石為一顆扁平呈倒三角形的橄欖石，嵌在她左眼的位置。
- 翠榴石（Demantoid）

配音：美國→Melissa Fahn
首次出現於遊戲《Steven Universe: Unleash The Light》。寶石為一顆長方形的翠榴石，位於其額頭上。由於是二代寶石人而身軀較小，因此穿戴著擴充四肢，但其擴充四肢比橄欖石的大得多。翠榴石很少表現出情緒，並且總是以鎮定平靜的語調說話。但是，一旦她生氣了，她的表情就會發生巨大變化，而且她會變得非常暴躁。
- 紅榴石（Pyrope）

配音：美國→Kari Wahlgren
首次出現於遊戲《Steven Universe: Unleash The Light》。寶石為一顆長方形的紅榴石，位於其腹部。她的舉止高雅，性格開朗，但據桂榴石所言她很容易分心。她認為家園星的寶石人仍需要統治者，否則寶石人們便會迷失方向。
- 孤獨的珍珠（Lonely Pearl）

首次出現於遊戲《史蒂芬宇宙：幻影傳說（Steven Universe: Phantom Fable）》。在遊戲中看不太到她的寶石位置，她的身體呈現乳白色，有一個披肩，頭髮則像藍珍珠一樣蓋過眼睛。她可能是因為參與了不可公開的秘密研究而被母星的政權給遺棄於此。
- 傳說（Fable）

首次出現於遊戲《史蒂芬宇宙：幻影傳說（Steven Universe: Phantom Fable）》。她是粉紅獅吐出來的魔法書的物理型態模樣，是此遊戲的反派角色。身體呈現藍紫色，頭型像水滴型，胸前也有一個水滴型的圖案。

### 寶石怪物（已治癒）
- 蜈蚣甲蟲（Centipeetle）

配音：美國→Dee Bradley Baker、弗兰克·维尔克
在第一季《酷奇貓冰淇淋》及《怪獸好朋友》出現過，原本也是寶石人，但是因為寶石被腐化，才會以怪獸的模樣現形。
在《怪獸好朋友》被史帝芬訓練得很好，也因為要救史帝芬而受重傷再度變回寶石原形，也因而讓史帝芬學會了封印泡泡的能力。而在第三季《怪獸重逢》史帝芬發現他的治療口水具有恢復功效而請求石榴石讓他去修復蜈蚣甲蟲的寶石，但是修復好之後，史帝芬發現治療口水功效對於墮化寶石不能治本且有時效性，只能讓蜈蚣甲蟲暫時回復成人形。
而根據蜈蚣甲蟲用蠟筆畫出來的圖（因為她不能講話），她曾經效命於某個鑽石（經證實為粉鑽），任命她為太空船艦長與她的團隊一起到地球做殖民開發，但是發現情勢急轉直下，發生了殖民戰爭，她又與團隊沖散，發現要撤離時，太空船已提早撤退，突然從天空射下某種光線，疑似為墮化光線，才會讓蜈蚣甲蟲變為怪物模樣，又被拋棄於地球。
第五季《跳往家園星》中被黃鑽、藍鑽與史帝芬三人協力暫時治癒，因而回復到其原本的型態──閃玉。但只要三人的手一拉開，就會馬上變回寶石怪物。
在第五季《改變心意》與其成員一同被有著四大鑽石力量的泉水治癒。
- 天堂甲蟲（Heaven Beetle）

首次出現於第一季《合體大隻女》，在第五季《改變心意》被有著四大鑽石力量的泉水治癒，而以原貌登場。和地球甲蟲為不同色的同一種寶石人，且兩者關係親密。
在《Steven Universe: The Movie》中得知她和其他被治癒的腐化寶石人一同住在沙灘鎮旁的小小母星中。和地球甲蟲差點被滾落的巨桶壓到，但被青金石所救。
天堂甲蟲的身形非常嬌小，是目前已知身形最小的寶石人。她的寶石位在其背上，為淡綠色的菱形寶石，寶石種類未知。
在未來篇《A Very Special Episode》中和地球甲蟲及海洋碧玉一同參加太陽石的家庭安全研討會。
- 地球甲蟲（Earth Beetle）

首次出現於第一季《合體大隻女》，在第五季《改變心意》被有著四大鑽石力量的泉水治癒，而以原貌登場。和天堂甲蟲為不同色的同一種寶石人，且兩者關係親密。
在《Steven Universe: The Movie》中得知她和其他被治癒的腐化寶石人一同住在沙灘鎮旁的小小母星中。和天堂甲蟲差點被滾落的巨桶壓到，但被青金石所救。
地球甲蟲的身形非常嬌小，是目前已知身形最小的寶石人。她的寶石位在其背上，為灰綠色的菱形寶石，寶石種類未知。
在未來篇《A Very Special Episode》中和天堂甲蟲及海洋碧玉一同參加太陽石的家庭安全研討會。
- 雪地寶石怪（Snow Monster）

配音：美國→Dee Bradley Baker
首次出現於第三季《北方邊境寶石大獵捕》，據第三季《Earthlings》碧玉對這個寶石怪的提問，很有可能也是因為被腐化光線照到的關係才變成怪物，也可能曾經是水晶寶衛隊玫瑰石英的屬下。在《Earthlings》曾和碧玉融合成斑馬碧玉，但很短暫，之後就逃走了。
在第五季《改變心意》被有著四大鑽石力量的泉水治癒，原身分為海洋碧玉。
- 橘色遼闊北境寶石怪（Orange Great North Monster）

配音：美國→Dee Bradley Baker
首次出現於第三季《北方邊境寶石大獵捕》，在《鞭長莫及》已被紫水晶打成寶石原形且被史帝芬用泡泡封印。
在第五季《榮譽嘉賓》被鉍彩晶證實其原身分就是之前提到過的比格斯。
在第五季《改變心意》被有著四大鑽石力量的泉水治癒。
- 怪物史帝芬（Monster Steven）

首次登場於未來篇《I am my monster》，為史帝芬心靈崩潰劣化而成，在同集中被三大鑽石及自己的眼淚治癒而回復為人類。
外觀為一隻巨大的粉紅色恐龍形怪獸。

### 合體寶石人
- 石榴石 /台譯：大紅寶（Garnet）

詳見主要角色
- 歐珀（Opal）

配音：美國→Aimee Mann 台灣→陳貞伃 香港→葉嘉敏
由紫水晶與珍珠合體組成的寶石人。初登場於《合體大隻女》。她的寶石為二顆形狀不同的歐珀，呈卵圓形者鑲嵌在她的額頭上，呈圓形者則鑲嵌在她的胸前。可召喚紫水晶與珍珠的武器，更能將兩者結合形成一把可發射能量箭的長弓，並像霰彈一般擊中多個目標。因珍珠與紫水晶各經歷過一次重生而改變服裝，所以外觀有三種版本（第一季A的《合體大隻女》、第一季B的《寶石人大戰（上）》、第二季的《七一五二日誌》）；個性沉默穩重，有白色長髮及四隻手。
在《單獨在一起》中，被憤怒的黃鑽用雷電炸回原形。
- 舒俱萊 /台譯：金剛鑽（Sugilite）

配音：美國→妮姬·米娜 台灣→陳貞伃 香港→郭碧珍
由紫水晶與石榴石合體組成的寶石人。初登場於《哇賽！金剛鑽》。脾氣非常暴躁，第一次登場就失控爆走，嚴重消耗石榴石與紫水晶的體力。她的寶石為三顆圓形的舒俱萊石，分別位於其胸前及左右手掌上。武器為石榴石的手甲與紫水晶的長鞭形成的巨大拳頭狀流星鎚。她擁有有5隻眼睛。
- 紫翠玉 /台譯：紫珍寶（Alexandrite）

配音：美國→Rita Rani Ahuja 台灣→孫若瑜 香港→賴芸芬
由紫水晶、石榴石與珍珠合體組成的寶石人。初登場於《大合體晚宴》。她的寶石為四顆形狀不同的亞歷山大石（即紫翠玉），分別鑲嵌在她的額頭上、胸前及左右手上。以史蒂芬母親的身分隨同史蒂芬與葛瑞格出席康妮父母的晚餐邀約，但是因為珍珠不喜歡吃東西，造成體內的寶石想法不一致，導致融合體不穩定而解除。之後在《超級西瓜島》中和孔雀石大戰，並藉由史蒂芬西瓜人的幫助而勝利。
因為是由三位寶衛隊成員的合體，所以能同時使用紅紋瑪瑙、舒俱萊和歐珀的武器。
此外，由於紫翠玉跟黑曜石比起來只是少了史帝芬(玫瑰石英)參與融合，因此身上有不少黑曜石的特徵(像是有兩張嘴、僅次於黑曜石的巨大身軀等)。
- 紅紋瑪瑙（Sardonyx）

配音：美國→Alexia Khadime 台灣→穆宣名 香港→葉嘉敏
由珍珠與石榴石合體組成的寶石人。初登場於《求救》。她的寶石為三顆形狀不同的紅縞瑪瑙，呈卵圓形者鑲嵌在她的額頭上，呈圓形的二者則鑲嵌在她的雙手上。武器為石榴的手甲加上珍珠的長矛所組成的巨大戰槌，可變為鑽頭突破各種障礙，胸、腰、腿可自由旋轉；身穿燕尾服與禮鞋，一副娛樂節目主持人的排場。有著戲劇化的個性，十分詼諧幽默，且有些自視甚高，但也能在緊要關頭表現得十分嚴肅冷靜。喜歡打破第四道牆。
《了解你的融合體》中顯示她有屬於自己的房間，內部如同脫口秀現場，但萬一雙方解除融合，就會崩塌消失。
- 彩虹石英 /台譯：彩虹石（Rainbow Quartz）

配音（2.0版）: 美國→ 台灣→宋昱璁 香港→葉嘉敏→陳振聲
由珍珠與玫瑰石英合體組成的寶石人。初登場於《談心》。有巨大修長的身材、蓬鬆的長髮和四隻眼睛，她的寶石為二顆形狀不同的彩虹石英，呈卵圓形者鑲嵌在她的額頭上，呈圓形者則鑲嵌在她的肚臍上。
在第五季《只有分離》中，為珍珠與玫瑰石英（粉鑽）第一次融合成彩虹石英，但很短暫。
在第五季《改變心意》中，史蒂芬與珍珠融合成了彩虹石英2.0版，和原先的模樣有較大的差異，不但頭髮短了很多，身高也較矮，和珍珠差不多。行為舉止華麗而俏皮，說話有英國腔，像個英國喜劇演員，武器為史蒂芬的盾牌加上珍珠的長矛所組成的洋傘，能夠像女巫的掃帚一樣騎著它飛行。
- 孔雀石（Malachite）

配音：美國→Kimberly Brooks、Jennifer Paz  台灣→姜瑰瑾、陳貞伃 香港→郭碧珍
由碧玉與青金石合體組成的寶石人。初登場於《寶石人大戰 下》。她的寶石為二顆形狀不同的孔雀石，呈水滴形者鑲嵌於其後背，呈箏形者則嵌在她的鼻子上。原先合體的目的是碧玉為了要對抗寶衛隊而進行，但由於青金石是合體的主導寶石，因此青金石將她自己和碧玉一起拖入海中，以保護水晶寶衛隊。石榴石曾經在巡邏海灘尋找孔雀石。
於《超級西瓜島》中再度登場，在假面小島上和紫翠玉大戰時原本占上風，但因史蒂芬西瓜人介入而被擊敗並解體。
- 煙水晶（Smoky Quartz）

配音：美國→娜塔莎·雷昂 台灣→孫若瑜 香港→林燕婷
首度登場於《Earthlings》，是史帝芬和紫水晶的融合體，25%人類75%寶石人。為本作第一位史帝芬與純種寶石人的融合體。身材類似史蒂芬，有三隻手。寶石為二顆圓形的煙水晶，分別鑲嵌在她的胸前及肚臍上。武器則是紫水晶的鞭繩加上史帝芬的盾牌所組合而成的溜溜球武器。
身體活動時有如彈力球，能同時用三隻手揮動溜溜球來製造龍捲風。
- 斑馬碧玉（Zebra Jasper）

配音：美國→Kimberly Brooks
碧玉和雪地寶石怪（腐化的海洋碧玉）的融合體。初登場於《Earthlings》，是首次有正常寶石和腐化寶石之間的融合。碧玉受到史帝芬和紫水晶合體成煙水晶的刺激，因此決定和雪地寶石怪融合以對抗他們。但這種不正常的融合反而使碧玉被間接腐化，而讓碧玉慢慢變成了寶石怪物，
她的寶石為二顆形狀不同的黃褐色斑馬碧玉，呈箏形者嵌在她的鼻子上，呈六邊形者則鑲嵌在她的胸部中間。她似乎缺乏複雜的戰略思維，因為她面對煙水晶的戰鬥方式就只是一味地揮舞其巨大的手臂，即使被煙水晶的溜溜球龍捲風擊退，她仍無其他的應對方式。
- 史蒂芬妮 /台譯：小捲妮（Stevonnie）

配音: 美國→AJ·蜜雪卡 台灣→穆宣名 香港→郭碧珍
首度登場於《小捲妮來了》，是史帝芬與康妮的合體，75%人類25%寶石人。原本兩人在海灘上練習跳舞，卻無意間進行了合體，大家不知道他是史帝芬與康妮的合體時，都迷上了他，拉爾斯跟珊蒂請他吃甜甜圈，酸奶油邀請他參加派對。在第二季的《談心》中，被葛瑞格發現。在第三季的《競速飆移》中，再次出現並和討厭鬼--凱文對戰賽車, 且於《鞭長莫及》中與碧玉戰鬥，並且擊敗了碧玉。
她的寶石為一顆玫瑰石英（實為鑽石），鑲嵌在她肚臍的位置。能夠使用召喚玫瑰水晶的盾牌及泡泡、從獅子的額頭取出玫瑰之劍等史帝芬的能力。
- 紅寶石 /台譯：紅石（Rubies）

詳見其他寶石人
- 亂紋瑪瑙（Crazy Lace Agate）

詳見宇宙寶衛隊
- 黃玉 /台譯：托帕石（Topaz）

詳見其他寶石人
- 薔薇輝石 /台譯：薔輝石（Rhodonite）

配音：美國→Enuka Okuma 台灣→龍顯蕙 香港→賴芸芬
首次登場於《劣色品》，為「劣色品」的一員。為不明珍珠和紅寶石的融合體。外形有點像石榴，有四隻眼和四隻手，她的寶石為二顆圓形的薔薇輝石，分別位於其胸前及肚臍上。性格比較膽小、保守。在其主人摩根石發現服侍她的珍珠和紅寶石合體後就被替換掉。由於是跨種族寶石人的融合，因此不被其他家園的寶石人所接受。
於《明星基快》中在拉爾斯的船艦上擔任戰略運營的負責人，和其他劣色品一同將船艦航向地球。
在第五季《改變心意》中，與拉爾斯及劣色品們回到地球。
在《Steven Universe: The Movie》中得知她和其他寶石人一同住在沙灘鎮旁的小小母星中。
- 螢石（Fluorite）

配音：美國→ 台灣→孫若瑜
首次登場於《劣色品》。為「劣色品」的一員。她是個融合寶石人，由多達六顆寶石融合，所以外形看起來不像人形，感覺比較像是毛毛蟲。因為融合數目太多，需要彼此互相討論決定最終要說出口的話語，因此說話速度很慢。她的寶石為六顆形狀不同的螢石，分別位於其額頭上、胸前及肚臍上。由於是跨種族寶石人的融合，因此不被其他家園的寶石人所接受。
性格冷靜且有智慧，受到其他「劣色品」的尊敬與尊重。
在知道從拉爾斯頭髮的異空間能讓她們離開寶石人星球，但拉爾斯自己卻不能離開後，決定留下幫助拉爾斯。
於《明星基快》中在拉爾斯的船艦上擔任總工程師，和其他劣色品一同將船艦航向地球。
在第五季《改變心意》中，與拉爾斯及劣色品們回到地球。
在《Steven Universe: The Movie》中得知她和其他寶石人一同住在沙灘鎮旁的小小母星中。
- 檸檬玉（Lemon Jade）

配音：美國→Aparna Nancherla
首次登場於《單獨在一起》。為二名不同種類的綠色玉石組成的融合體。寶石為二顆圓形的檸檬玉，分別在左右臉頰。有二隻手，但二隻手的上臂部分是分開的，因此有四條上臂，而且雙手都有六根手指。在第三時代寶石舞會（Era 3 Ball）中，兩者受到史蒂芬妮、石榴石和歐珀融合的激勵而突然融合，實現了理想，並選擇站在史帝芬這一方，但隨即就被憤怒的黃鑽用雷電解除物理形態。
- 太陽石（Sunstone）

配音：美國→
首次登場於《改變心意》，是史蒂芬和石榴石的融合體。有著兩大兩小的四條手臂，頭型像一簇火焰。寶石為三顆圓形的太陽石，分別鑲嵌在她的胸前及兩隻巨大手臂的手心中。力氣大到可以舉起粉鑽的船體。能在手心中召喚出吸盤。即使在激烈的戰鬥中，也能表現出冷靜但又悠閒的個性。和紅紋瑪瑙一樣喜歡打破第四面牆說話。
- 黑曜石 /台譯：黑曜岩（Obsidian）

配音：美國→Dee Bradley Baker、Zach Callison、Estelle、米凱拉·迪耶茲
首次登場於《改變心意》，是史蒂芬/玫瑰石英、紫水晶、珍珠和石榴石的融合體，沙灘鎮的寶石神殿的外型就是以她為原型造出來的（從石榴石在融合前就知道四人融合會成為黑曜石的情況來推斷，寶衛隊融合為黑曜石已經並非第一次，早在史帝芬出生前，寶衛隊就有融合成黑曜石至少一次）。有八隻手和炭黑色的巨大身軀，身上布滿熔岩紋路。她的寶石為五顆形狀不同的黑曜石，分別鑲嵌在她的額頭、胸前、肚臍及左右手上。能夠召喚出由四人武器組成的黑曜石劍柄，再用額頭上的岩漿池形成一把巨型的火焰劍，擁有強大的破壞力，能夠輕易地斬斷黃鑽及藍鑽的船艦。
- 史帝格（Steg）

配音：美國→Ted Leo 香港→陳振聲
首次登場於《Steven Universe: The Movie》，是史蒂芬和葛瑞格的融合體，融合目的為喚醒失憶的珍珠。
他的寶石為一顆玫瑰石英（實為鑽石），鑲嵌在他肚臍的位置。有四隻手，身形很健壯，頭髮為很大的飛機頭髮型，並帶有瀏海。有著能讓周邊的人一起漂浮的能力，且會讓漂浮的人身邊包圍著粉紅色。
是目前唯一一個性徵完全為男性的融合寶石人。
- 巨型珍珠（Mega Pearl）

配音：美國→Deedee Magno-Hall 台灣→林沛笭 香港→葉嘉敏
首次登場於未來篇《Volleyball》，是寶衛隊珍珠和粉珍珠的融合體，穿著類似女王，並能夠召喚出粉珍珠的彩帶武器。
她的寶石為兩顆卵圓形的珍珠，分為位於她額頭及肚臍的位置。
是首個寶衛隊寶石人和家園世界寶石人的融合體（青金石和碧玉合體為孔雀石時尚未加入寶衛隊，因此不算數）。
- 藍銅孔雀石（Bluebird Azurite）

配音：美國→ 台灣→錢欣郁
簡稱為青鳥（Bluebird），首次登場於未來篇《Bluebird》。為紅寶石（眼球）和海藍寶石的融合體。有四條腿，能夠利用海藍寶石的水之翅膀飛行，且能召喚出紅寶石的刀械，只是刀械變成了由冰構成的長劍。
她的寶石為兩顆形狀不同的藍銅孔雀石，呈水滴形者位於其左眼下方，呈圓形者則嵌在她左眼的位置。
- 晶簇體 /台譯：叢聚怪（Cluster）

配音：美國→Zach Callison、Deedee Magno、Shelby Rabara
母星用玫瑰水晶等人過去同伴的寶石碎片做成的人工融合實驗體，被埋在地函中等待孵化，一旦孵化地球就會被摧毀，於是寶衛隊與橄欖石聯手製作鑽頭用來鑽入地底破壞晶簇體。在《勇敢深入地底》一集因為晶簇體即將孵化，而寶衛隊三人因為在跟孔雀石大戰時傳送座被戰鬥波及而破壞而留在假面小島無法及時趕回去，所以只有史帝芬跟橄欖石兩人啟動鑽頭鑽入地底破壞晶簇體。在破壞晶簇體時史帝芬的精神與晶簇體中的寶石碎片的精神連結在一體，得知碎片們只是想找回自己的其他碎片進而讓自己重新變得完整，而碎片們在得知成形會破壞地球時表示不希望破壞地球，在史帝芬告訴碎片們其實身邊就有很多碎片時碎片們開始向彼此打招呼並表示想留在這裡而不用成形，但本身無法停止成形，史帝芬提議可以用泡泡包住它們，可是史帝芬一個人是無法包住所有的碎片的，但碎片們用泡泡包住彼此，最後包含史帝芬製造的泡泡，所有的泡泡合成一個巨大的泡泡包住晶簇體，使其無法成形。
在第五季《重聚》中，黃鑽的船艦把封印泡泡給弄破後成形為一隻手，但其已經可以隨心所欲控制意識，並站在史帝芬這一方。在毀壞黃鑽及藍鑽的飛船之後重新回到地底下。

### 位置
- Sugar, Rebecca. . New York, NY: Cartoon Network Books. 2015. ISBN 978-0-8431-8316-0.
- Sugar, Rebecca. . New York, NY: Cartoon Network Books. 2016. ISBN 978-0-399-54170-4.